# Маврикийский дронт
Маврики́йский дронт, или додо́ (лат. Raphus cucullatus), — вымерший вид нелетающей птицы из монотипического рода Raphus подсемейства дронтовых. Являлся эндемиком острова Маврикий. Первое документальное упоминание о дронте появилось благодаря голландским мореплавателям, прибывшим на остров в 1598 году. С появлением человека птица очень часто становилась жертвой как голодных моряков, так и их домашних животных, а также других интродуцированных видов. Последнее широко признанное научным сообществом наблюдение в природе зафиксировано в 1662 году. Вымирание вида было признано не сразу, и многие натуралисты долгое время считали додо мифическим существом, пока в 40-х годах XIX века не было проведено исследование сохранившихся останков особей, привезённых в Европу ещё в начале XVII века. Тогда же было впервые указано на родство дронтов с голубями. С тех пор на острове Маврикий было собрано большое количество субфоссилий птиц — в основном, из района болота Мар-о-Сонж. Ближайшим родственником додо оказался также вымерший родригесский дронт (Pezophaps solitarius), c которым он объединяется в подсемейство дронтовых, входящее в семейство голубиных.
Вымирание этого вида менее чем за столетие с момента открытия обратило внимание научного сообщества на ранее неизвестную проблему причастности человека к исчезновению животных, а широкую известность додо получил благодаря персонажу сказки Льюиса Кэрролла «Алиса в Стране чудес». Птица стала одним из символов государства Маврикий: её изображение является частью герба страны (утверждённого в 1906 году) и широко используется в качестве местного талисмана и сувенира.
Внешний вид додо известен только по изображениям и письменным источникам XVII века. Поскольку те единичные эскизы, которые были срисованы с живых экземпляров и сохранились до наших дней, разнятся между собой, точный прижизненный облик птицы остаётся доподлинно неизвестным. Аналогичным образом мало что с уверенностью можно сказать и о её повадках. Полуископаемые останки показывают, что маврикийский дронт был высотой около 1 метра и мог весить 10–18 кг. На картинах изображаемая птица имела коричневато-серое оперение, жёлтые ноги, небольшой пучок хвостовых перьев и серую, неоперённую в лицевой части голову с чёрным, жёлтым или зелёным клювом. Основной средой обитания додо, вероятно, были леса в более сухих, прибрежных районах острова. Предполагается, что маврикийский дронт утратил способность к полёту из-за наличия большого количества источников пищи (в которую, как полагают, входили опавшие фрукты) и отсутствия на острове опасных хищников.

## Систематическое положение и эволюция

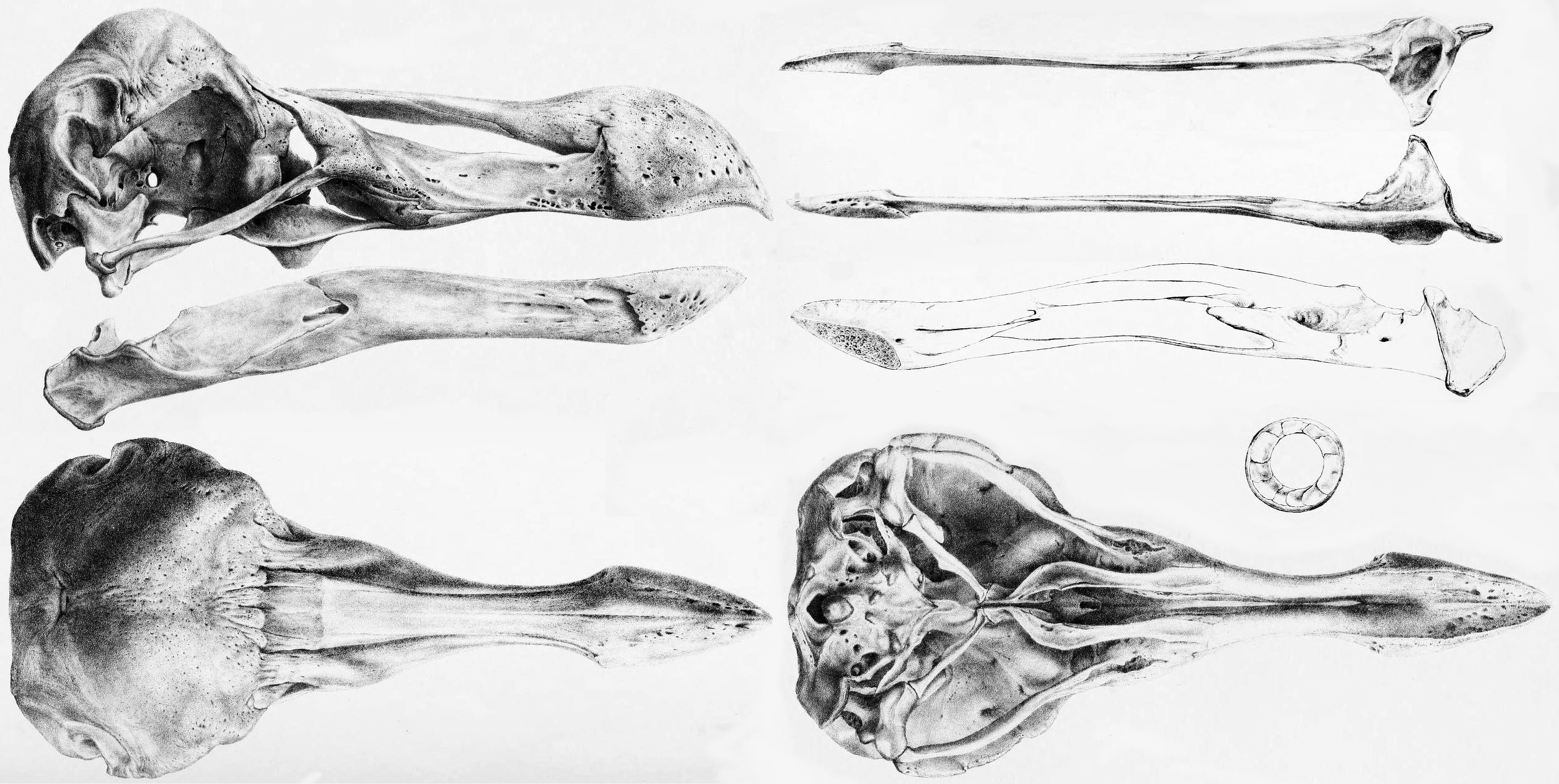
Череп «оксфордского» экземпляра. Литография 1848 года

Орнитологи первой половины XIX века объявляли додо и небольшим страусом, и пастушком, и альбатросом, и даже разновидностью грифа. Так, в 1835 году Анри Бленвиль, исследовав слепок черепа, полученный из Оксфордского музея, сделал вывод о родстве птицы с коршунами. В 1842 году датский зоолог Йоханнес Теодор Райнхартт предположил, что дронты были наземными голубями, основываясь на исследованиях черепа, обнаруженного им в королевской коллекции в Копенгагене. Первоначально это мнение коллеги учёного сочли смехотворным, однако в 1848 году его поддержали Хью Стрикленд и Александр Мелвилл, выпустившие монографию «Додо и его родственники» (англ. The Dodo and Its Kindred). В этом труде авторы предприняли попытку отделить миф от реальности. После анатомирования Мелвиллом головы и лапы экземпляра, хранившегося в музее естествознания Оксфордского университета, и их сравнения с останками вымершего родригесского дронта (лат. Pezophaps solitaria) учёные выяснили, что оба вида являются близкородственными. Стрикленд установил, что, хотя эти птицы и не были идентичными, они имели много общих черт в строении костей ног, характерных только для голубиных.

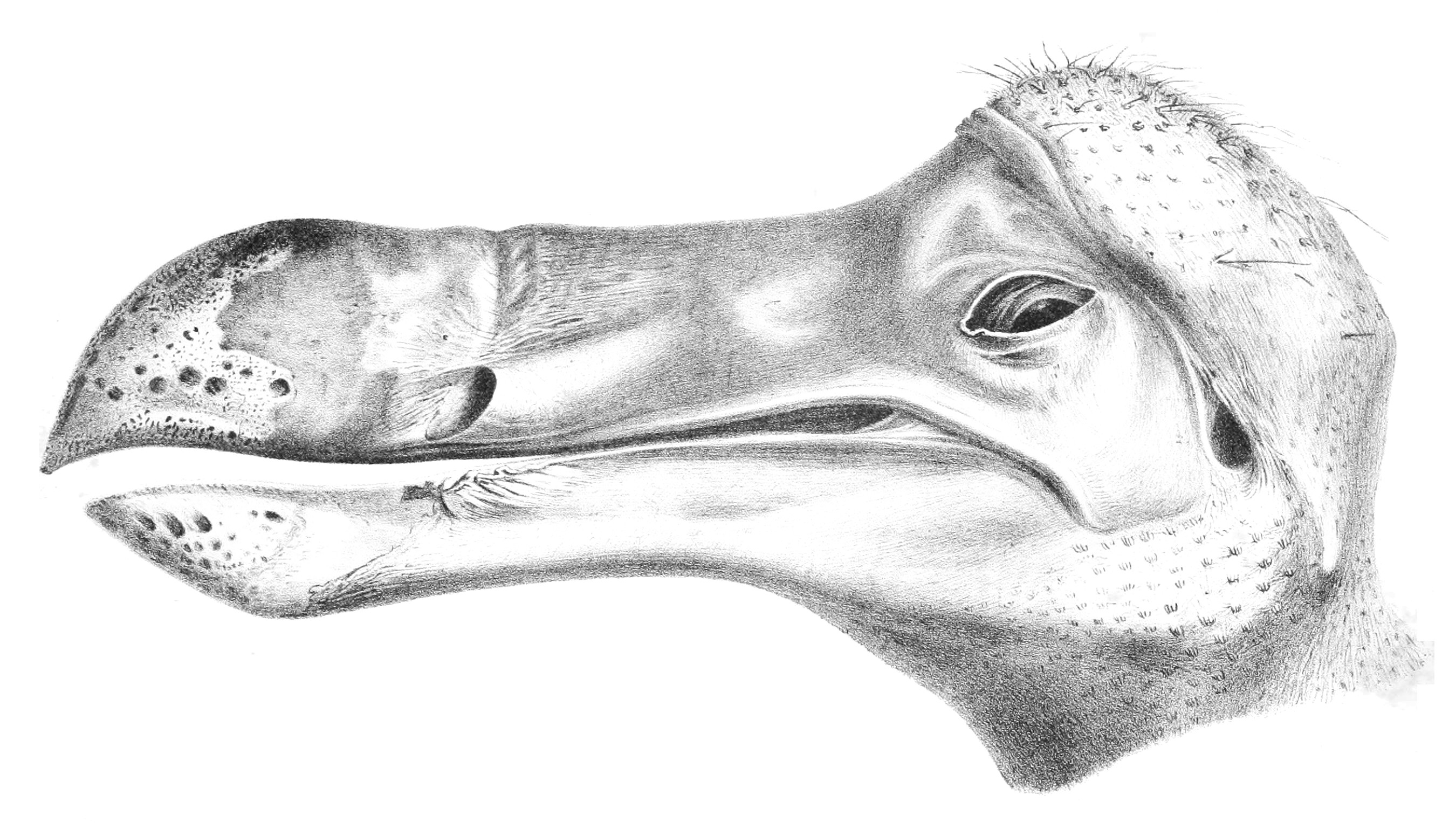
Эскиз головы «оксфордского» экземпляра, выполненный до её анатомирования

Маврикийский дронт был схож с голубями по многим анатомическим особенностям. Стрикленд обратил внимание на очень короткую ороговевшую часть клюва с длинной, тонкой и голой базальной частью. У додо, как и у других представителей голубиных, имелись оголённые участки кожи вокруг глаз, достигающие основания клюва. Лоб был довольно высоким относительно клюва, а ноздри располагались низко в средней части последнего и были окружены кожей. Совокупность этих признаков характерна только для голубей. Ноги у додо — как особенности их чешуек, так и костей — во многом более схожи с таковыми у наземных видов голубей, чем у других птиц. Наконец, изображения большого зоба также указывают на сходство с голубями, у которых этот орган более развит. Как и у них, у додо отсутствовали сошник и ноздревая перегородка, а также имелись аналогичные элементы в нижней челюсти, скуловой кости, нёбе и задних пальцах ног. От других представителей семейства этот вид, в основном, отличался слаборазвитыми крыльями, а также гораздо большими размерами клюва относительно остальной части черепа.
На протяжении XIX века к одному роду с додо относили несколько видов, в том числе родригесского дронта-отшельника и реюньонского дронта — как Didus solitarius и Raphus solitarius, соответственно (родовые названия Didus и Raphus являлись синонимами, которыми в то время пользовались разные авторы). Крупные кости, обнаруженные на острове Родригес (в настоящее время установлено, что они принадлежали самцу дронта-отшельника), привели Э. Д. Бартлетта к выводу о существовании более крупного нового вида, которому он дал название Didus nazarenus (1851). Ранее оно было придумано И. Гмелином (1788) для т. н. «назаретской птицы» — отчасти мифического описания додо, которое в 1651 году обнародовал Франсуа Кош. Сейчас оно признано синонимом Pezophaps solitaria. Грубые зарисовки рыжего маврикийского пастушка были также ошибочно отнесены к новым видам дронтов: Didus broeckii (Schlegel, 1848) и Didus herberti (Schlegel, 1854).

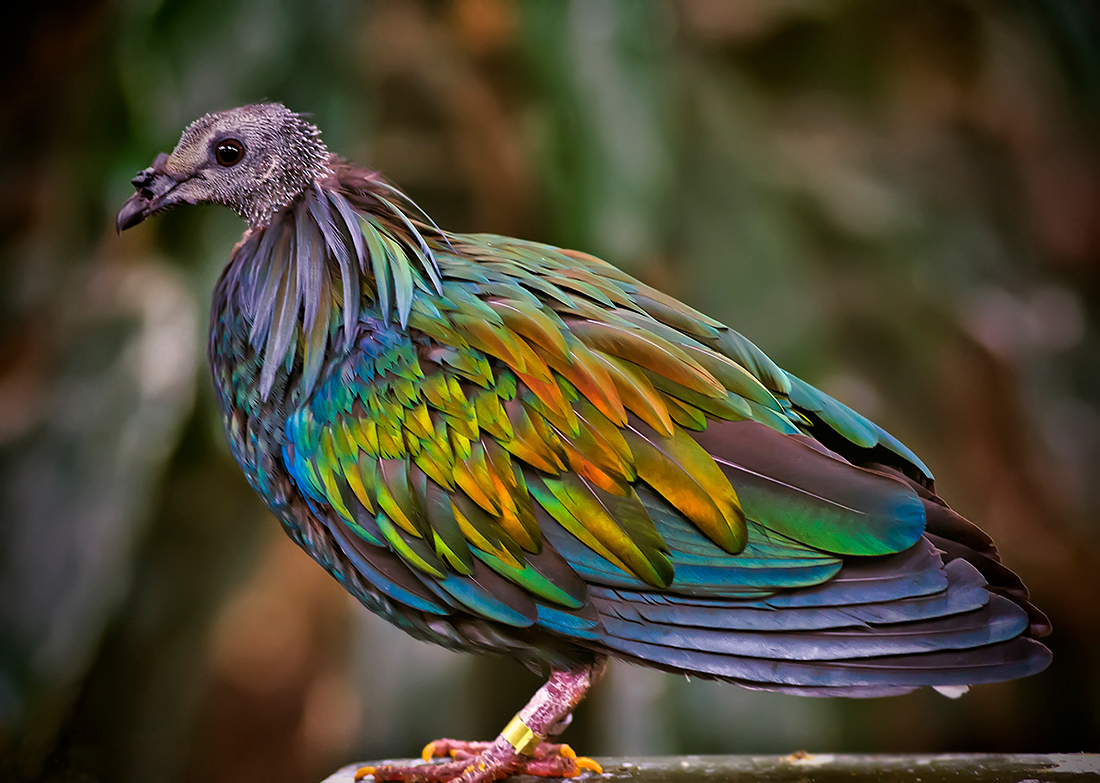
Гривистый голубь — ближайший родственник додо

Вплоть до 1995 года ближайшим вымершим сородичем додо считался так называемый белый, или реюньонский, или бурбонский дронт (Raphus borbonicus). Лишь сравнительно недавно было установлено, что все его описания и изображения были неверно интерпретированы, а обнаруженные останки принадлежат вымершему представителю семейства ибисовых. В конечном итоге, ему было присвоено название Threskiornis solitarius.
Изначально додо и дронта-отшельника с острова Родригес относили к разным семействам (Raphidae и Pezophapidae соответственно), так как считалось, что они появились независимо друг от друга. Затем, на протяжении долгих лет, их объединяли в семейство дронтовых (ранее — Dididae), так как их точное родство с другими голубями оставалось под вопросом. Остеологические и молекулярные данные двух видов привели к расформированию семейства Raphidae, а додо и родригесского дронта в итоге поместили в подсемейство Raphinae, общего теперь семейства голубиных.
В 2002 году сотрудниками Оксфордского университета был проведён сравнительный анализ митохондриального цитохрома b и рибонуклеиновой последовательности 12S, выделенных из тканей цевки додо и бедренной кости родригесского дронта. Он подтвердил родственную связь обеих птиц и их принадлежность к семейству голубиных. То же генетическое исследование показало, что ближайшим современным родственником дронтов является гривистый голубь. За ним следуют новогвинейские венценосные голуби и эндемик Самоа зубчатоклювый голубь. У последнего клюв имеет сходство с таковым у додо, в связи с чем этот голубь получил родовое латинское название Didunculus («маленький додо»). Английское слово (Dodlet) с тем же значением придумал Ричард Оуэн.
Нижеследующая кладограмма показывает ближайшее в рамках семейства голубиных родство додо с островными эндемиками, проводящими большую часть жизни на земле.

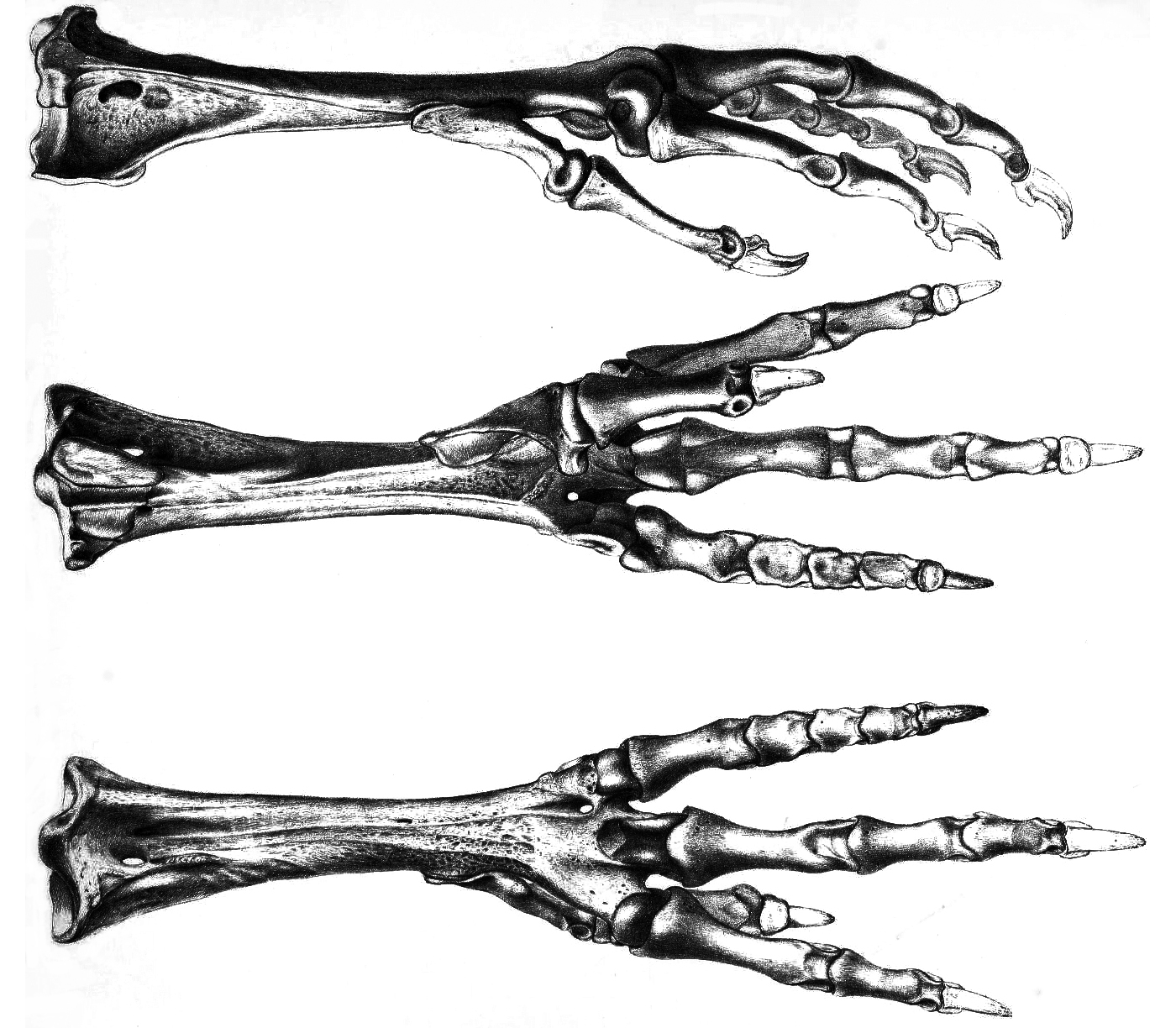
Лапка оксфордского экспоната, использовавшаяся в качестве исходного источника для генетического исследования

|  | Гривистый голубь                                                          |
|  |                                                                           |
|  | \| \| Родригесский дронт \| \| \| \| \| \| Маврикийский дронт \| \| \| \| |
|  |                                                                           |
|  | Родригесский дронт                                                        |
|  |                                                                           |
|  | Маврикийский дронт                                                        |
|  |                                                                           |

|  | Родригесский дронт |
|  |                    |
|  | Маврикийский дронт |
|  |                    |

|  | Гривистый голубь                                                          |
|  |                                                                           |
|  | \| \| Родригесский дронт \| \| \| \| \| \| Маврикийский дронт \| \| \| \| |
|  |                                                                           |
|  | Родригесский дронт                                                        |
|  |                                                                           |
|  | Маврикийский дронт                                                        |
|  |                                                                           |

|  | Родригесский дронт |
|  |                    |
|  | Маврикийский дронт |
|  |                    |

|  | Гривистый голубь                                                          |
|  |                                                                           |
|  | \| \| Родригесский дронт \| \| \| \| \| \| Маврикийский дронт \| \| \| \| |
|  |                                                                           |
|  | Родригесский дронт                                                        |
|  |                                                                           |
|  | Маврикийский дронт                                                        |
|  |                                                                           |

|  | Родригесский дронт |
|  |                    |
|  | Маврикийский дронт |
|  |                    |

|  | Гривистый голубь                                                          |
|  |                                                                           |
|  | \| \| Родригесский дронт \| \| \| \| \| \| Маврикийский дронт \| \| \| \| |
|  |                                                                           |
|  | Родригесский дронт                                                        |
|  |                                                                           |
|  | Маврикийский дронт                                                        |
|  |                                                                           |

|  | Родригесский дронт |
|  |                    |
|  | Маврикийский дронт |
|  |                    |

|  | Гривистый голубь                                                          |
|  |                                                                           |
|  | \| \| Родригесский дронт \| \| \| \| \| \| Маврикийский дронт \| \| \| \| |
|  |                                                                           |
|  | Родригесский дронт                                                        |
|  |                                                                           |
|  | Маврикийский дронт                                                        |
|  |                                                                           |

|  | Родригесский дронт |
|  |                    |
|  | Маврикийский дронт |
|  |                    |

|  | Гривистый голубь                                                          |
|  |                                                                           |
|  | \| \| Родригесский дронт \| \| \| \| \| \| Маврикийский дронт \| \| \| \| |
|  |                                                                           |
|  | Родригесский дронт                                                        |
|  |                                                                           |
|  | Маврикийский дронт                                                        |
|  |                                                                           |

|  | Родригесский дронт |
|  |                    |
|  | Маврикийский дронт |
|  |                    |

|  | Гривистый голубь                                                          |
|  |                                                                           |
|  | \| \| Родригесский дронт \| \| \| \| \| \| Маврикийский дронт \| \| \| \| |
|  |                                                                           |
|  | Родригесский дронт                                                        |
|  |                                                                           |
|  | Маврикийский дронт                                                        |
|  |                                                                           |

|  | Родригесский дронт |
|  |                    |
|  | Маврикийский дронт |
|  |                    |

|  | Гривистый голубь                                                          |
|  |                                                                           |
|  | \| \| Родригесский дронт \| \| \| \| \| \| Маврикийский дронт \| \| \| \| |
|  |                                                                           |
|  | Родригесский дронт                                                        |
|  |                                                                           |
|  | Маврикийский дронт                                                        |
|  |                                                                           |

|  | Родригесский дронт |
|  |                    |
|  | Маврикийский дронт |
|  |                    |

|  | Гривистый голубь                                                          |
|  |                                                                           |
|  | \| \| Родригесский дронт \| \| \| \| \| \| Маврикийский дронт \| \| \| \| |
|  |                                                                           |
|  | Родригесский дронт                                                        |
|  |                                                                           |
|  | Маврикийский дронт                                                        |
|  |                                                                           |

|  | Родригесский дронт |
|  |                    |
|  | Маврикийский дронт |
|  |                    |

|  | Гривистый голубь                                                          |
|  |                                                                           |
|  | \| \| Родригесский дронт \| \| \| \| \| \| Маврикийский дронт \| \| \| \| |
|  |                                                                           |
|  | Родригесский дронт                                                        |
|  |                                                                           |
|  | Маврикийский дронт                                                        |
|  |                                                                           |

|  | Родригесский дронт |
|  |                    |
|  | Маврикийский дронт |
|  |                    |

|  | Гривистый голубь                                                          |
|  |                                                                           |
|  | \| \| Родригесский дронт \| \| \| \| \| \| Маврикийский дронт \| \| \| \| |
|  |                                                                           |
|  | Родригесский дронт                                                        |
|  |                                                                           |
|  | Маврикийский дронт                                                        |
|  |                                                                           |

|  | Родригесский дронт |
|  |                    |
|  | Маврикийский дронт |
|  |                    |

|  | Гривистый голубь                                                          |
|  |                                                                           |
|  | \| \| Родригесский дронт \| \| \| \| \| \| Маврикийский дронт \| \| \| \| |
|  |                                                                           |
|  | Родригесский дронт                                                        |
|  |                                                                           |
|  | Маврикийский дронт                                                        |
|  |                                                                           |

|  | Родригесский дронт |
|  |                    |
|  | Маврикийский дронт |
|  |                    |

|  | Гривистый голубь                                                          |
|  |                                                                           |
|  | \| \| Родригесский дронт \| \| \| \| \| \| Маврикийский дронт \| \| \| \| |
|  |                                                                           |
|  | Родригесский дронт                                                        |
|  |                                                                           |
|  | Маврикийский дронт                                                        |
|  |                                                                           |

|  | Родригесский дронт |
|  |                    |
|  | Маврикийский дронт |
|  |                    |

|  | Гривистый голубь                                                          |
|  |                                                                           |
|  | \| \| Родригесский дронт \| \| \| \| \| \| Маврикийский дронт \| \| \| \| |
|  |                                                                           |
|  | Родригесский дронт                                                        |
|  |                                                                           |
|  | Маврикийский дронт                                                        |
|  |                                                                           |

|  | Родригесский дронт |
|  |                    |
|  | Маврикийский дронт |
|  |                    |

|  | Гривистый голубь                                                          |
|  |                                                                           |
|  | \| \| Родригесский дронт \| \| \| \| \| \| Маврикийский дронт \| \| \| \| |
|  |                                                                           |
|  | Родригесский дронт                                                        |
|  |                                                                           |
|  | Маврикийский дронт                                                        |
|  |                                                                           |

|  | Родригесский дронт |
|  |                    |
|  | Маврикийский дронт |
|  |                    |

|  | Гривистый голубь                                                          |
|  |                                                                           |
|  | \| \| Родригесский дронт \| \| \| \| \| \| Маврикийский дронт \| \| \| \| |
|  |                                                                           |
|  | Родригесский дронт                                                        |
|  |                                                                           |
|  | Маврикийский дронт                                                        |
|  |                                                                           |

|  | Родригесский дронт |
|  |                    |
|  | Маврикийский дронт |
|  |                    |

Схожая кладограмма была опубликована в 2007 году: в ней поменяли местами венценосного и зубчатоклювого голубя, а в основание клады были включены фазановый голубь и толстоклювый голубь.
Останки ещё одного крупного — чуть меньше, чем додо и родригесский дронт — нелетающего голубя Natunaornis gigoura найдены на острове Вити-Леву (Фиджи) и описаны в 2001 году. Полагают, что он также состоит в родстве с венценосными голубями.
Генетическое исследование 2002 года показало, что разделение родословных родригесского и маврикийского дронтов произошло в районе границы палеогена и неогена около 23 млн лет назад. Маскаренские острова (Маврикий, Реюньон и Родригес) имеют вулканическое происхождение с возрастом не более 10 миллионов лет. Таким образом, у общих предков этих птиц должна была оставаться способность летать ещё на протяжении длительного времени после размежевания. Так как ДНК, выделенная из оксфордского экспоната, разрушена, и других пригодных её образцов из субфоссильных останков не получено, все эти данные по-прежнему нуждаются в независимой проверке.
Отсутствие на Маврикии растительноядных млекопитающих, которые могли бы составить пищевую конкуренцию, позволило дронтам достичь очень крупных размеров (островной гигантизм). Одновременно, птицам не угрожали и хищные звери, что повлекло за собой утрату способности к полёту.

## Этимология

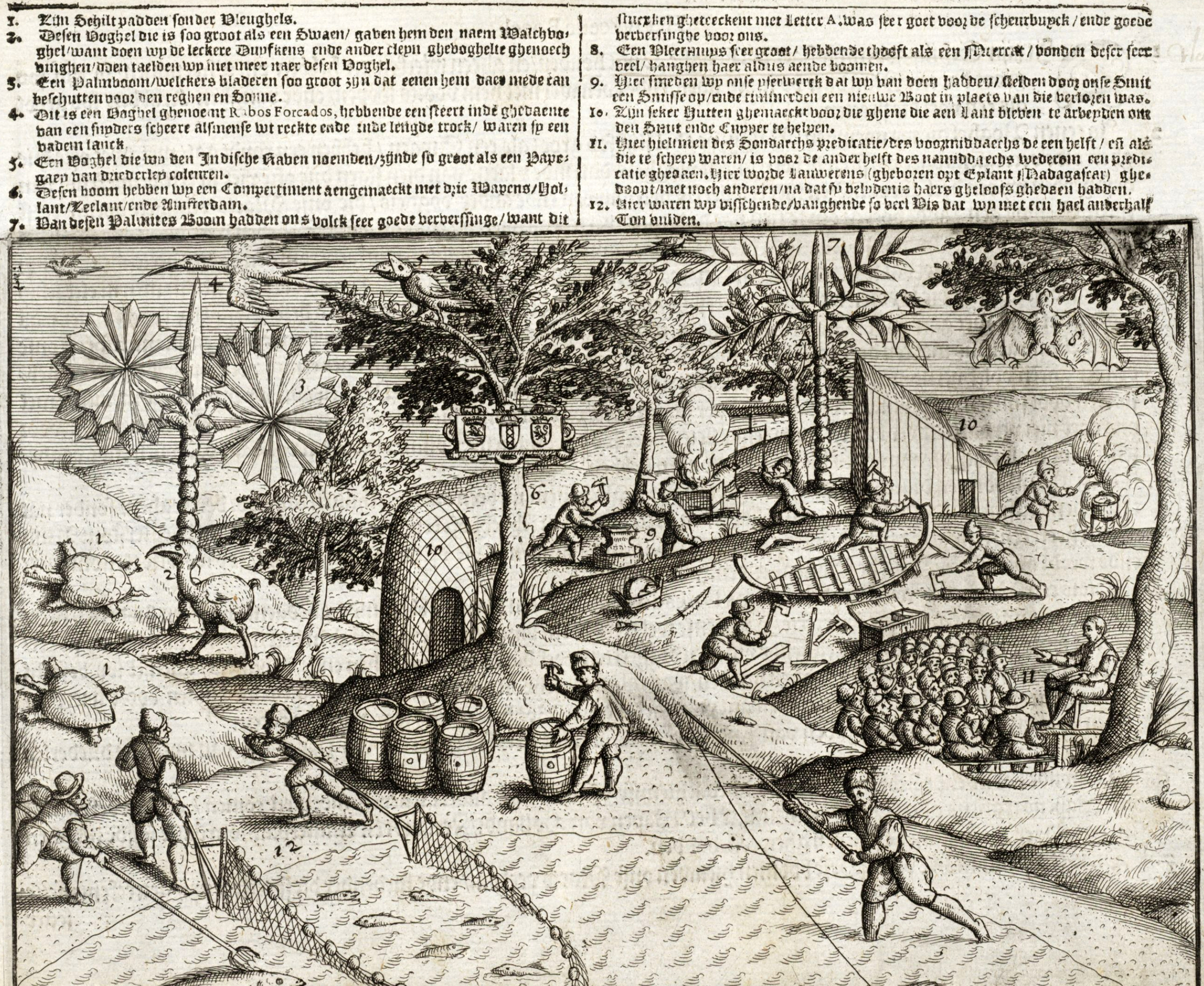
Гравюра 1601 года, показывающая деятельность голландцев на берегу Маврикия, а под цифрой 2 слева — первое опубликованное изображение додо

По всей видимости, наиболее ранним документально засвидетельствованным названием додо является нидерландское слово walghvogel, которое упоминается в журнале вице-адмирала Вибранда ван Варвейка, посетившего Маврикий во время Второй голландской экспедиции в Индонезию в 1598 году. Английский перевод, выполненный в 1599 году, объяснял смысл названия следующим образом:

По левую руку находился небольшой остров, который они назвали Хемскирк, а саму бухту они называли Варвик… Здесь они оставались 12 дней, пополняя силы, и обнаружили в этом месте огромное множество птиц вдвое крупнее лебедя, которых они называли Walghstocks и Wallowbirdes, и представляющих собой очень хорошую дичь. Но обнаружив также изобилие голубей и попугаев, они уже гнушались есть тех больших птиц, называя их Wallowbirdes, то есть «отвратительные» или «мерзкие птицы».
Оригинальный текст (англ.)On their left hand was a litle Island which they named Hemskerk Island, and the bay it selfe they called Warwick Bay… Here they taried 12. daies to refresh themselves, finding in this place great quantity of foules twice as bigge as swans, which they call Walghstocks or Wallowbirdes being very good meat. But finding also aboundance of pidgeons & popiniayes, they disdained any more to eat those great foules calling them (as before) Wallowbirds, that is to say lothsome or fulsome birdes.
— 
Упомянутое в тексте английское слово wallowbirdes, которое можно дословно перевести как «безвкусные птицы», является калькой с нидерландского аналога walghvogel; слово wallow является диалектным и родственно средненидерландскому walghе в значении «безвкусный», «пресный» и «тошнотворный».
Другое сообщение из той же экспедиции, принадлежавшее перу Хейндрика Диркса Йолинка (возможно, это самое первое упоминание о додо) гласит, что побывавшие ранее на Маврикии португальцы называли тех птиц «пингвинами». Однако для обозначения единственных известных тогда очковых пингвинов они пользовались словом fotilicaios, а упомянутое голландцем слово, по-видимому, является производным от португальского pinion (рус. «подрезанное крыло»), очевидно указывающим на небольшие размеры таковых у додо.
Экипаж голландского судна «Гельдерланд» в 1602 году называл их словом dronte (в значении «набухший», «раздутый»). От него произошло современное название, используемое в скандинавских и славянских языках (в том числе и в русском). Эта команда также называла их griff-eendt и kermisgans с намёком на домашних птиц, откармливаемых для престольного праздника Кермессе в Амстердаме, который проводился на следующий день, после того как моряки бросили якорь у берегов Маврикия.

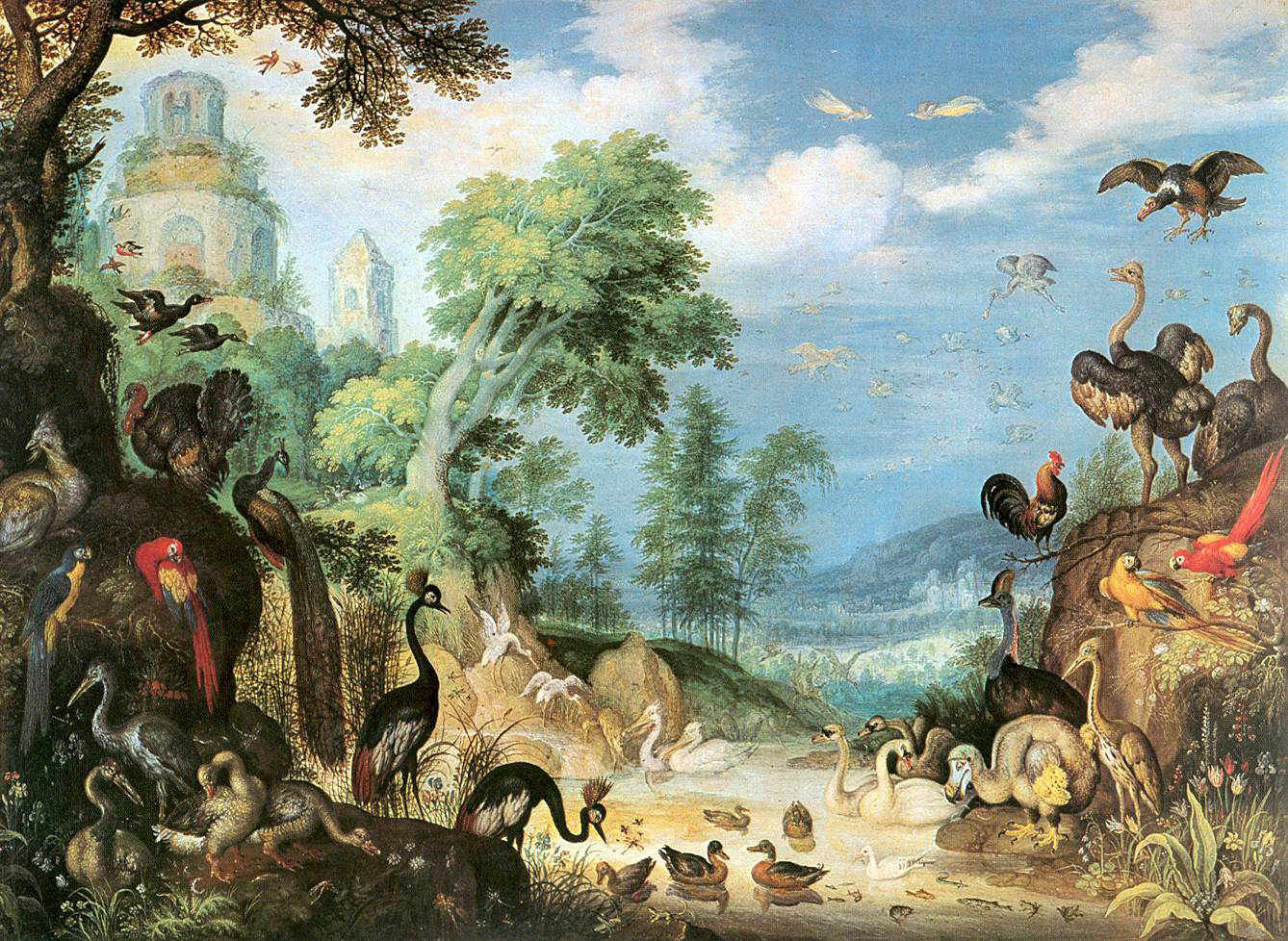
«Птичий пейзаж» Руланта Саверея 1628 года. В нижнем правом углу — додо

Происхождение слова «додо» неясно. Некоторые исследователи возводят его к нидерландскому dodoor («ленивый»), другие — к dod-aars в значении «толстозадый» либо «шишкозадый», которым моряки, возможно, хотели подчеркнуть такую особенность, как клок перьев в хвостовой части птицы (Стрикленд также упоминает жаргонное его значение с русским аналогом «салага»). Первая запись слова dod-aars встречается в журнале капитана Виллема ван Вест-Занена (нидерл. Willem van West-Zanen) от 1602 года. Английский путешественник Томас Герберт впервые в печати использовал слово «додо» в своём путевом очерке 1634 года, где утверждал, что оно использовалось португальцами, которые посетили Маврикий в 1507 году. Ещё один англичанин, Эммануил Алтэм, употребил это слово в письме 1628 года, в котором также заявил о его португальском происхождении. Насколько известно, ни один сохранившийся португальский источник не упоминал об этой птице. Тем не менее, некоторые авторы по-прежнему утверждают, что слово «додо» происходит от португальского doudo (в настоящее время — doido), которое означает «дурак» или «чокнутый». Также высказывалось мнение о том, что «додо» было звукоподражанием голоса птицы, имитирующим двухнотный звук, издаваемый голубями и похожий на doo-doo.
Латинское прилагательное cucullatus к маврикийскому дронту первым применил в 1635 году Хуан Эусебио Ниремберг, дав птице название Cygnus cucullatus («лебедь капюшончатый») на основании изображения додо, опубликованного в книге Карла Клузиуса «Exoticorum» в 1605 году. Спустя сто лет, в классической работе XVIII века под названием «Система природы» Карл Линней использовал слово cucullatus в качестве видового названия дронта, но уже в сочетании со Struthio («страус»). В 1760 году Матюрен-Жак Бриссон ввёл ныне используемое название рода Raphus, добавив к нему вышеназванное прилагательное. О происхождении этого слова французский натуралист де Бюффон писал следующее:

Сигизмунд Гален нашел <в словаре> у Гезихия название ράφος с неопределённым смыслом и ради удовольствия использовал его для <наименования> дрофы; потом М. М. Бёринг и Бриссон применили <латинскую адаптацию> его к дронту, ничем не объясняя причин, которые сподвигли их на это.
Оригинальный текст (фр.)Sigismond Galenius ayant trouvé dans Hésychius le nom de ράφος , dont l'application n'étoit point déterminée, l'appropria de son bon plaisir à l'outarde; et depuis, MM. Moehring et Brisson l'ont appliqué au dronte, sans rendre compte des raisons qui les y ont engagés.
— 
В 1766 году Карл Линней ввёл другое научное название — Didus ineptus («дронт глупый»), которое стало синонимом более раннего имени по принципу приоритета в зоологической номенклатуре.

## Описание

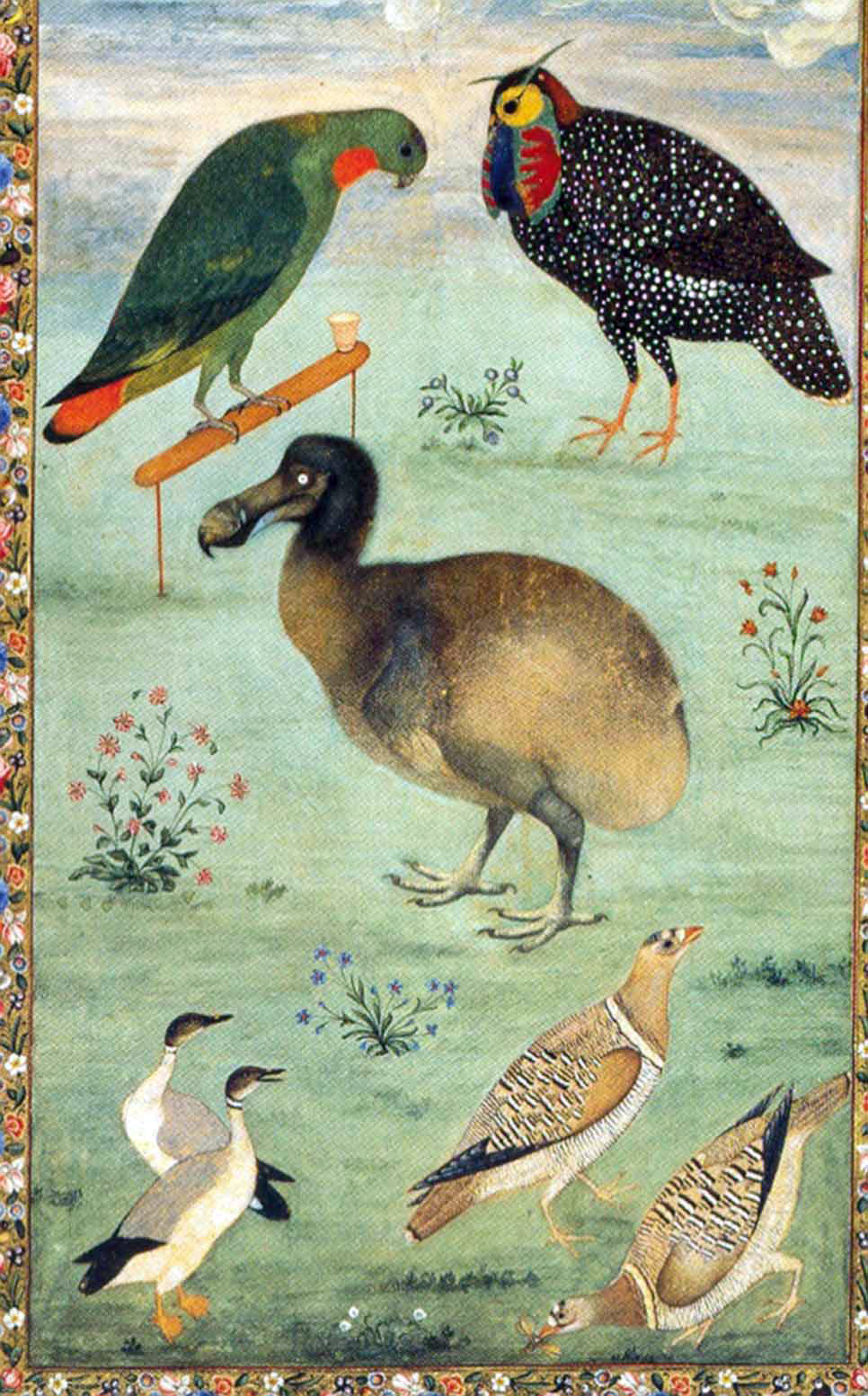
Картина Мансура 1628 года: «Додо среди индийских птиц»

Поскольку целых экземпляров додо не существует, трудно определить такие особенности внешнего вида, как характер и окраска оперения. Таким образом, рисунки и письменные свидетельства о встречах с маврикийскими дронтами в период между первым документальным свидетельством и исчезновением (1598—1662) стали важнейшими источниками описания их внешнего облика. Согласно большинству изображений, додо имел серое или коричневатое оперение с более светлыми маховыми перьями 1-го порядка и пучком вьющихся светлых перьев в области поясницы. Голова была серой и лысой, клюв — зелёным, чёрным или жёлтым, а ноги — желтоватыми, с чёрными когтями. Субфоссилии и останки птиц, привезённых в Европу в XVII веке, показывают, что они были очень крупными — около 1 метра в высоту — и могли весить до 23 кг. Повышенные массы тела характерны для птиц, содержащихся в неволе; массы особей в дикой природе оценивались в пределах 10,6—21,1 кг. Более поздняя оценка даёт минимальный средний вес взрослой птицы в 10,2 кг, однако рядом исследователей это число поставлено под сомнение. Предполагается, что вес тела зависел от сезона: в тёплый и влажный период года особи становились тучными, в сухой и жаркий — наоборот.
Для этой птицы был характерен половой диморфизм: самцы были крупнее самок и имели соразмерно более длинные клювы. Последние достигали 23 см в длину и имели крючок на конце. Изучение некоторых из сохранившихся перьев оксфордских образцов головы показало, что они преимущественно являлись контурными, а не пуховыми, и были очень схожи с таковыми у других голубей.
Многие особенности скелета, отличающие додо и его ближайшего родственника — родригесского дронта — от голубей, связаны с их неспособностью летать. Тазовые кости оказались толще в связи с необходимостью поддерживать больший вес, а грудной отдел и небольшие крылья были педоморфными, то есть недоразвитыми, сохранявшими особенности, присущие птенцам. В свою очередь, череп, туловище и нижние конечности были пераморфными, то есть их характеристики менялись с возрастом. Общими признаками додо и родригесского дронта являются особенности строения черепа, таза и грудины, а также большие размеры. От родригесского дронта додо отличался более крепким телосложением и меньшим ростом, большой головой и клювом, а также округлой формой черепа и меньшими по размеру глазными впадинами. Шея и ноги маврикийского дронта были соразмерно короче, а на запястье отсутствовал нарост, характерный для родригесского сородича.

### Письменные свидетельства современников
Большинство описаний додо, сделанных современниками, было обнаружено в судовых журналах кораблей Голландской Ост-Индской компании, причаливавших у берегов Маврикия в период колониального правления Голландской империи. Немногие из этих сообщений могут считаться достоверными, так как часть из них, вероятно, основывалась на более ранних, и ни одно из них не было выполнено учёным-натуралистом.
Одна из самых ранних записей взята из журнала ван Варвейка (1598 год):

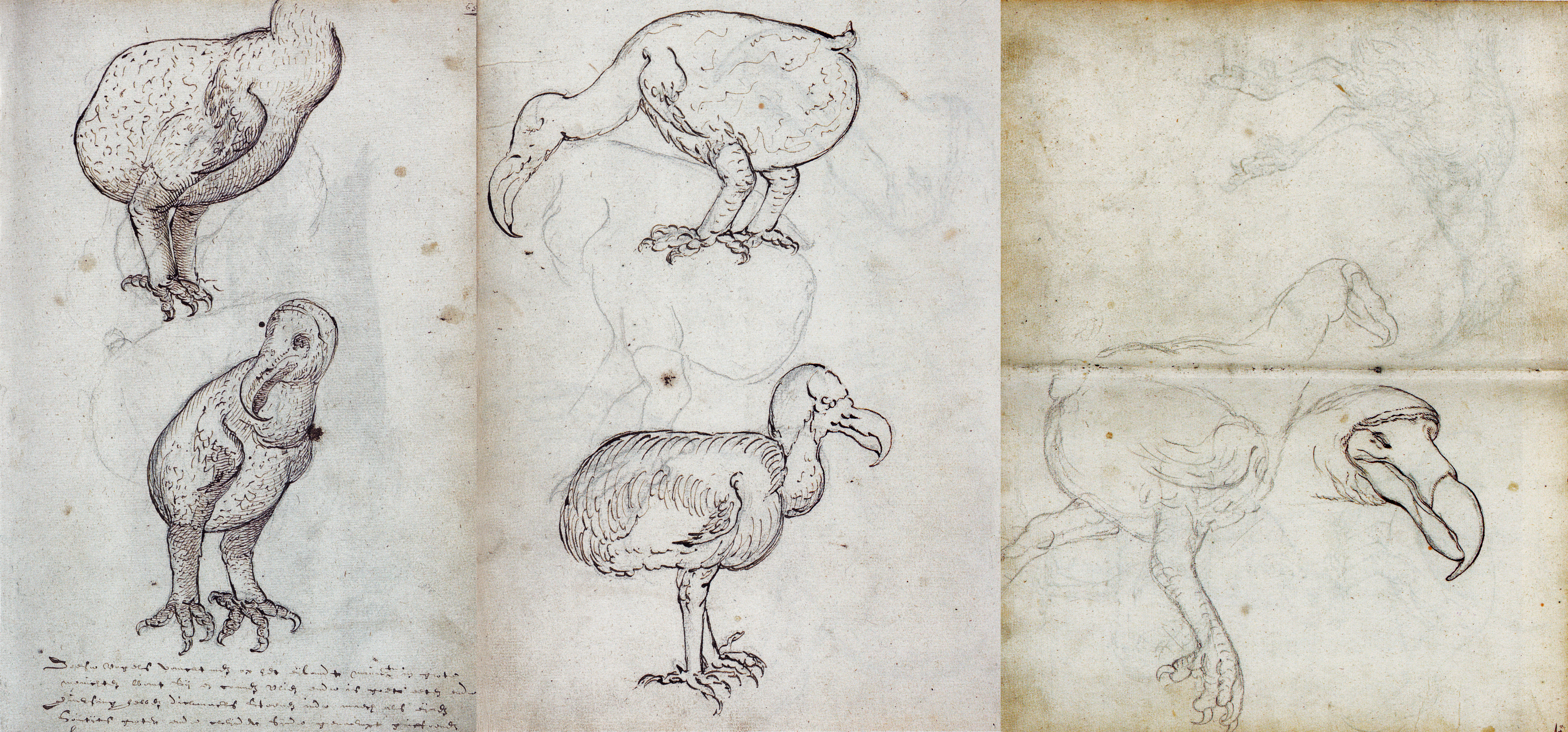
Подборка гельдерландских эскизов живых и убитых дронтов 1601 года

Синие попугаи были здесь очень многочисленны, как и другие птицы, среди которых была разновидность, очень заметная благодаря большим размерам — больше, чем наши лебеди, с огромной головой, лишь наполовину покрытой кожей, и как бы одетой в капюшон. У этих птиц отсутствовали крылья, а на их месте торчали 3 или 4 тёмных пера. Хвост состоял из нескольких мягких вогнутых перьев пепельного цвета. Мы их называли Walghvögel по той причине, что чем дольше и чаще их готовили, тем менее мягкими и всё более безвкусными они становились. Тем не менее, брюшко и грудинка у них были приятны на вкус и легко разжевывались.
Оригинальный текст (англ.)Blue parrots are very numerous there, as well as other birds; among which are a kind, conspicuous for their size, larger than our swans, with huge heads only half covered with skin as if clothed with a hood. These birds lack wings, in the place of which 3 or 4 blackish feathers protrude. The tail consists of a few soft incurved feathers, which are ash coloured. These we used to call 'Walghvögel', for the reason that the longer and oftener they were cooked, the less soft and more insipid eating they became. Nevertheless their belly and breast were of a pleasant flavour and easily masticated
— 
Одно из самых подробных описаний птицы сделал английский путешественник Томас Герберт в своей книге «Повесть о многолетнем путешествии в Африку и Большую Азию, начатом в 1626 году» (англ. A Relation of some yeares' Travaile, begunne Anno 1626, into Afrique and the greater Asia, 1634):

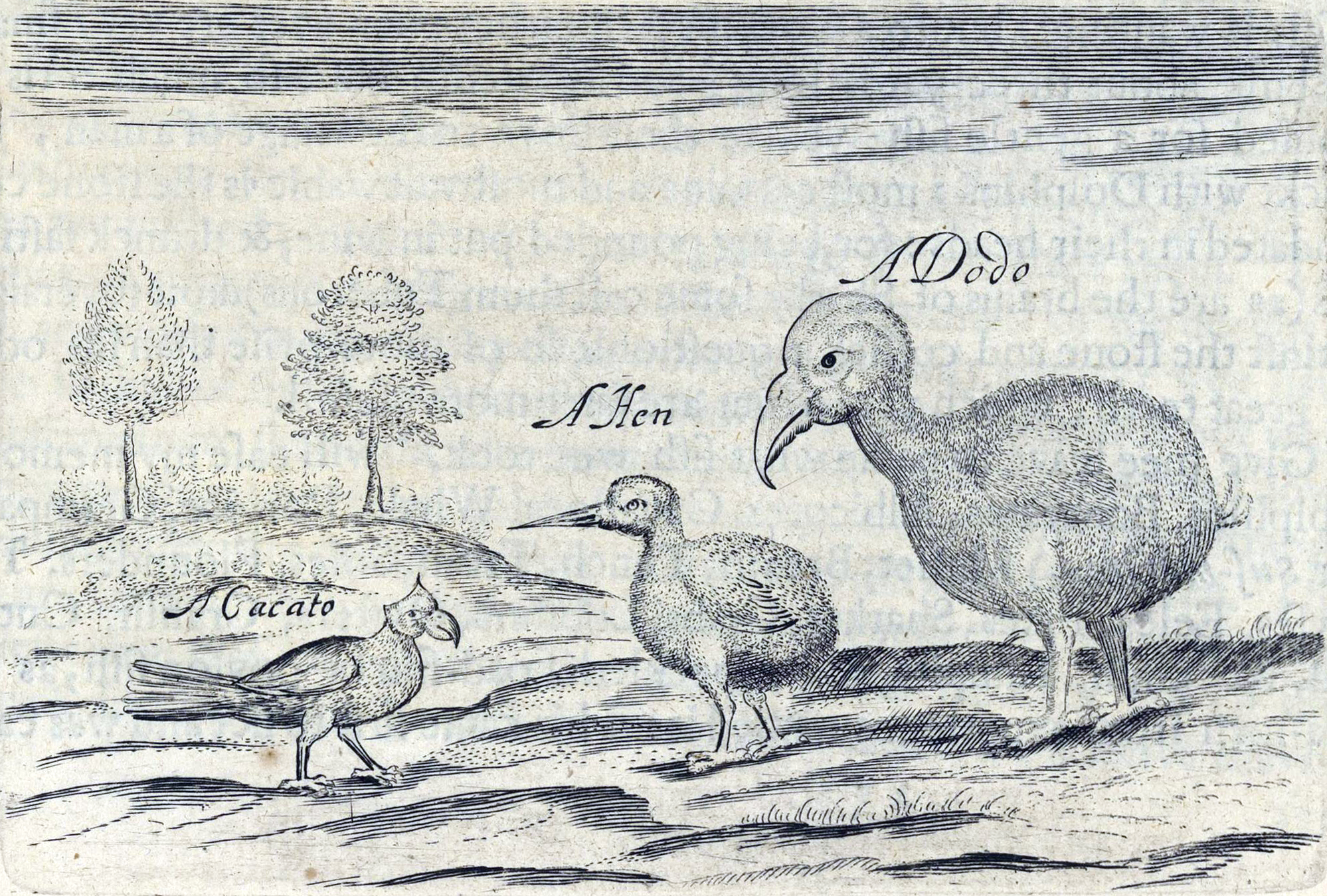
Эскиз Сэра Томаса Херберта 1634 года, на котором показаны чубатый попугай, рыжий маврикийский пастушок и маврикийский дронт

Только здесь и на острове Дигарроис [Родригес; вероятно, имеется в виду дронт-отшельник] рождается птица додо, которая по форме и по редкости может соперничать с аравийским фениксом: тело её округлое и грузное, а весит она менее пятидесяти фунтов. Она считается больше диковинкой, чем пищей; от них и промасленные желудки могут заболеть, а для нежных это оскорбление, но никак не еда.
От облика её сквозит унынием, вызванным несправедливостью природы, создавшей такое огромное тело, дополненное крыльями настолько маленькими и беспомощными, что они служат лишь для того, чтобы доказать, что это птица.
Полголовы её обнажено и как будто покрыто тонкой вуалью, клюв загибается вниз и посреди его находятся ноздри, от них и до кончика он светло-зелёного цвета вперемешку с бледно-жёлтым оттенком; глаза её небольшие и словно бриллианты круглые и вращающиеся; её одеяние состоит из пуховых перьев, на хвосте три пёрышка, коротких и непропорциональных. Ноги её под стать телу, когти острые. Обладает сильным аппетитом и прожорлива. Способна переваривать камни и железо, чьё описание лучше воспримется из её изображения.
Оригинальный текст (англ.)First, here and here only and in Dygarrois is generated the Dodo, which for shape and rareness may antagonize the Phœnix of Arabia: her body is round and fat, few weigh lesse than fifty pound, are reputed more for wonder then for food, greasie stomackes may seeke after them, but to the delicate, they are offensive and of no nourishment.

Her visage darts forth melancholy, as sensible of Nature's injurie in framing so great a body to be guided with complementall wings, so small and impotent, that they serve only to prove her Bird.

The halfe of her head is naked seeming covered with a fine vaile, her bill is crooked downwards, in midst is the thrill, from which part to the end tis a light greene, mixt with a pale yellow tincture; her eyes are small and like to Diamonds, round and rowling; her clothing downy feathers, her traine three small plumes, short and inproportionable, her legs suiting her body, her pounces sharpe, her appetite strong and greedy. Stones and Iron are digested, which description will better be conceived in her representation.
— 
Французский путешественник Франсуа Кош (фр. François Cauche) в опубликованном в 1651 году отчёте о своем путешествии, включавшем двухнедельное пребывание на Маврикии (с 15 июля 1638 года), оставил единственное дошедшее до нас описание яйца и вокализации птицы:

Я увидел на Маврикии птиц крупнее лебедя, без перьев на теле, которое покрыто чёрным пухом; задняя часть округлая, огузок украшен кудрявыми перьями, число которых увеличивается с возрастом. Вместо крыльев у них перья такие же, как и предыдущие: чёрные и изогнутые. У них нет языков, клюв большой и слегка загнут вниз; ноги длинные, чешуйчатые, всего с тремя пальцами на каждой лапе. Крик у него как у гусёнка, но это совсем не означает приятный вкус, как у фламинго и уток, о которых мы только что говорили. В кладке у них одно яйцо, белое, размером с булку в 1 су, к нему прикладывают камень величиной с куриное яйцо. Откладывают на траву, которую собирают, а гнёзда свои строят в лесу; если убить птенца, в брюхе у него можно найти серый камень. Мы их зовём «назаретскими птицами». Жир их — замечательное средство для облегчения в мышцах и нервах.
Оригинальный текст (фр.)I'ay veu dans l'isle Maurice des oiseaux plus gros qu'un cygne, sans plumes par le corps, qui est couvert d'un duvet noir,  il a le cul tout rond, le cropion orné de plumes crespuës, autant en nombre que chaque oiseau a d'années, au lieu d'aisles ils ont pareilles plumes que ces dernieres, noires & recourbées, ils sont sans langues, le bec gros se courbant un peu par dessous hauts de iambes, qui sont escaillées, n'ayans que trois ergots à chaque pied. Il a un cry comme l'oison, il n'est du tout si savoureux à manger, que les fouches & feiques, desquelles nous venons de parler. Ils ne font qu'un œuf, blanc, gros comme un pain d'un sol, contre lequel ils mettent une pierre de la grosseur d'un œuf de poules. Ils ponnent sur de l'herbe qu'ils amassent, & font leurs nids dans les forests, si on tué le petit, on trouve une pierre grise dans son gésier, nous les appellions, oiseaux de Nazaret. La graisse est excellente pour adoucir les muscles & nerfs.
— 
Аналогичные размеры яйца — «с булку в 1 су» — далее в тексте автор указывает у птицы, чьё описание совпадает с розовоспинным пеликаном (то есть, в среднем, 92,2×60,3 мм). В целом, сообщение Франсуа Коша вызывает некоторые сомнения, так как, помимо всего, в нём говорится, что у «назаретской птицы» три пальца на ноге и отсутствует язык, что совсем не соответствует анатомии маврикийских дронтов. Это привело к ошибочному выводу, что путешественник описал иной родственный вид, которому позднее присвоили название Didus nazarenus. Однако, скорее всего, он перепутал свои сведения с данными о малоизученных тогда казуарах; к тому же, в его заметках встречаются и другие противоречивые утверждения. Что касается происхождения понятия «назаретская птица», российский учёный Иосиф Хамель в 1848 году объяснил его тем, что, вероятно, этот француз, услышав перевод первоначального названия птицы walghvogel (фр. Oiseau de nausée — «тошнотворная птица»), слово nausée («тошнота») соотнёс с географическим пунктом Nazaret, указанном на картах тех лет недалеко от Маврикия.
Упоминание о «молодом страусе», взятом на борт корабля в 1617 году, является единственным сообщением о возможно молодой особи додо.

### Изображения

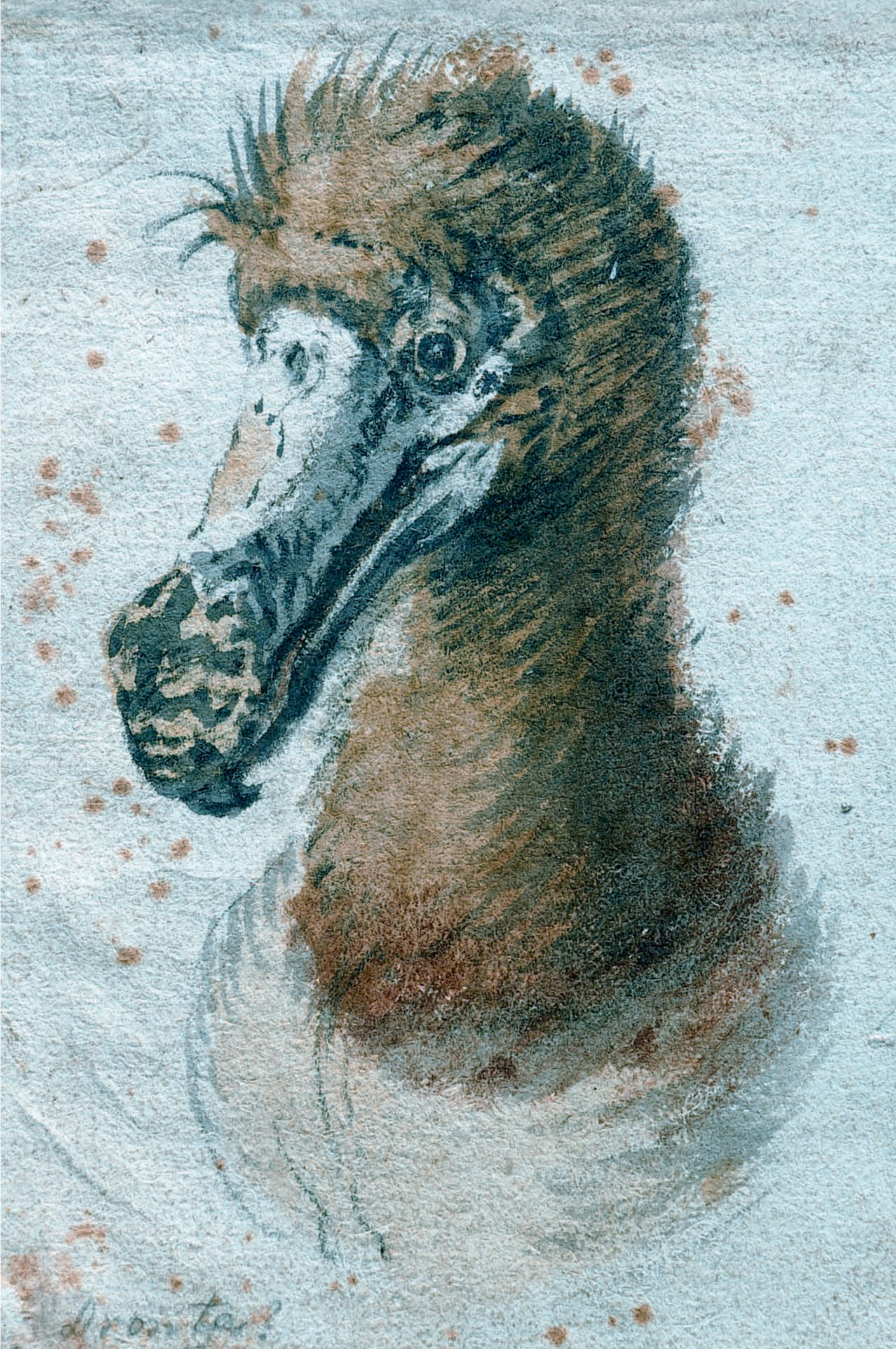
Рисунок головы додо, сделанный Корнелисом Сафтлевеном в 1638 году — последнее оригинальное изображение птицы

Известно около двадцати изображений додо XVII века, срисованных с живых представителей либо чучел. После 1638 года, когда был опубликован рисунок Корнелиса Сафтлевена, любые упоминания о дронтах становятся всё реже; по всей видимости, более поздние изображения основывались на ранних источниках. Рисунки разных художников имеют заметные отличия в деталях, таких как окраска клюва, форма хвостовых перьев и общая расцветка. Некоторые специалисты, например Антон Корнелий Аудеманс и Масаудзи Хатисука, выдвинули ряд версий, что на картинах могли быть изображены особи различного пола, возраста либо в разные периоды года. Наконец, высказывались предположения о разных видах, однако ни одна из этих теорий не нашла подтверждений. К настоящему моменту на основании рисунков нельзя сказать определённо, насколько они вообще отражали действительность. Британский палеонтолог, специалист по дронтам Джулиан Хьюм, утверждает, что ноздри живых додо должны были быть щелевидными, как это показано на эскизах с «Гельдерланда», а также на картинах Корнелиса Сафтлевена, Мансура и работах неизвестного художника из коллекции Музея искусств Крокера. Согласно Хьюму, широко раскрытые ноздри, которые зачастую можно увидеть на живописных работах, указывают на то, что в качестве натуры использовались чучела, а не живые птицы.
Судовой журнал с голландского корабля «Гельдерланд» (1601—1603), обнаруженный в архивах в 1860-х годах, содержит единственные наброски, достоверно созданные на Маврикии с живых или недавно убитых особей. Их нарисовали два художника, одного из которых, более профессионального, могли звать Йорис Йостенс Ларле (нидерл. Joris Joostensz Laerle). На основании какого материала — живых птиц или чучел — были созданы последующие изображения, на сегодняшний день выяснить не представляется возможным, что вредит их достоверности.

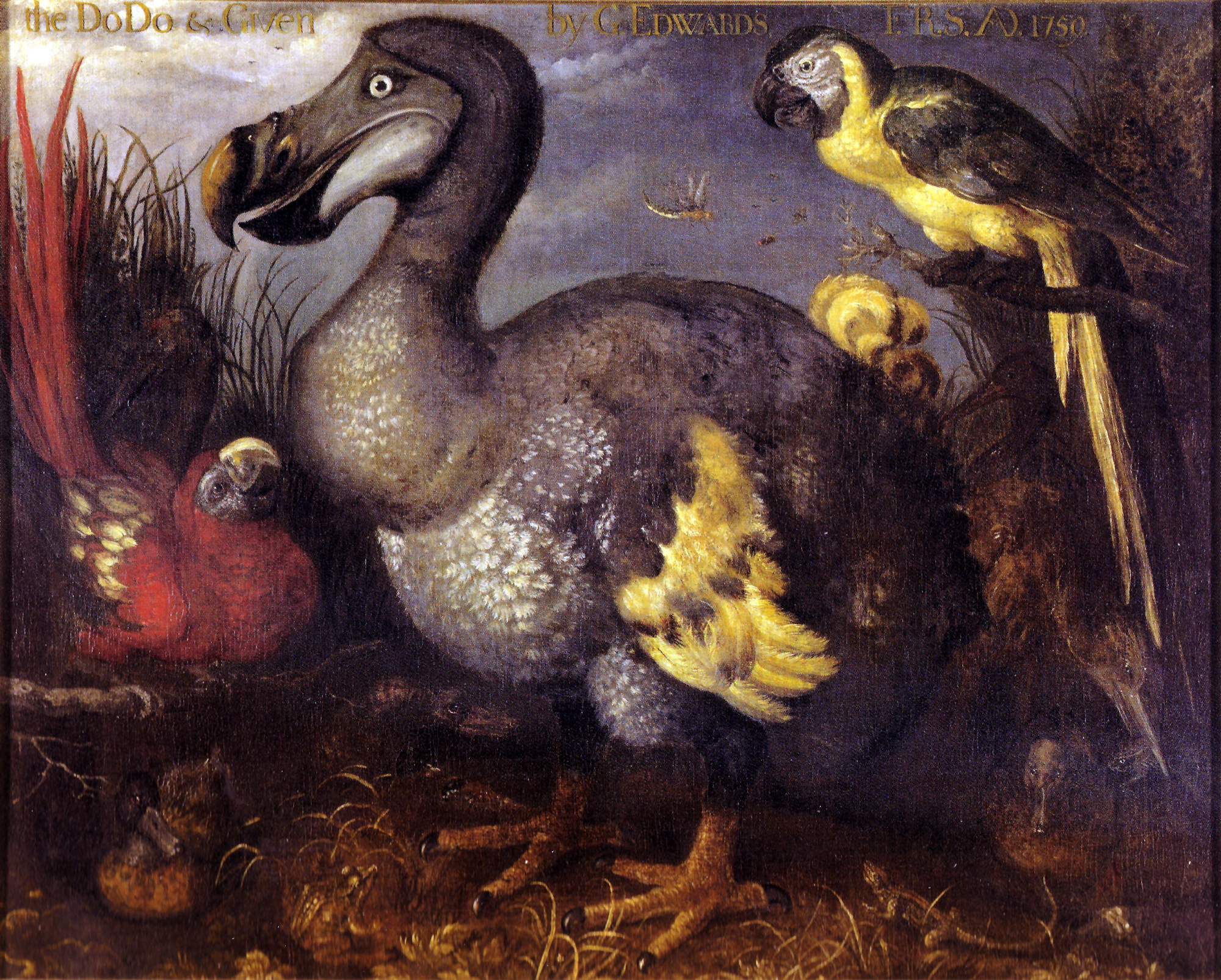
Одно из самых известных и часто копируемых изображений додо, созданное Рулантом Севереем в 1626 году

Классический образ додо представляет собой очень толстую и неуклюжую птицу, но эта точка зрения, вероятно, преувеличена. Общепринятое мнение учёных сводится к тому, что многие старые европейские изображения были получены с перекормленных в неволе птиц или грубо набитых чучел. Голландский живописец Рулант Саверей был наиболее плодовитым и влиятельным художником из числа изображавших дронтов. Он нарисовал как минимум десять картин. Его знаменитая работа 1626 года, ныне известная под названием «Додо Эдвардса» (одним из её владельцев был британский орнитолог Джордж Эдвардс; сейчас она находится в коллекции Музея естествознания в Лондоне). Она стала типовым изображением дронта и послужила первоисточником для многих других, при том, что на ней показана чрезмерно упитанная птица.
Могольская картина, обнаруженная А. Ивановым в 1950-е годы в коллекции Института востоковедения АН СССР в Санкт-Петербурге (сейчас хранится в Эрмитаже), изображает додо среди местных индийских птиц. На ней показана стройная коричневатая особь, которую А. Иванов и специалист по дронтам Джулиан Хьюм считают одним из наиболее точных описаний живого додо: окружающие его птицы были точно идентифицированы и они запечатлены с соответствующей окраской. Считается, что картина написана индийским художником XVII века Мансуром. Изображённая птица, вероятно, жила в зверинце могольского императора Джахангира в Сурате, где в 1630-е годы побывал английский купец Питер Манди, утверждавший, что видел там дронтов.

## Поведение и среда обитания

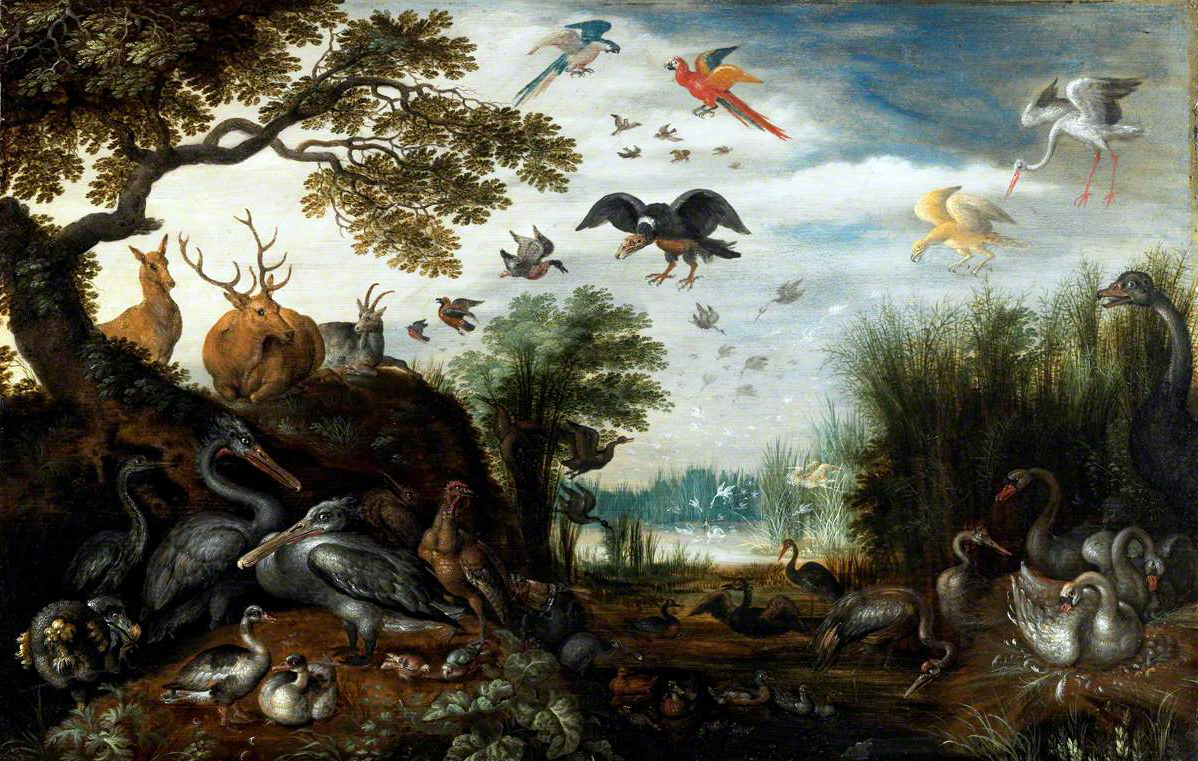
Картина Руланта Саверея 1626 года, на которой прихорашивается дронт (в левом нижнем углу)

О повадках додо почти ничего не известно ввиду скудности информации. Исследования костей задних конечностей показывают, что птица могла достаточно быстро бегать. Поскольку маврикийский дронт был нелетающей птицей, а на острове не было хищных млекопитающих и других врагов, он, вероятно, гнездился на земле.

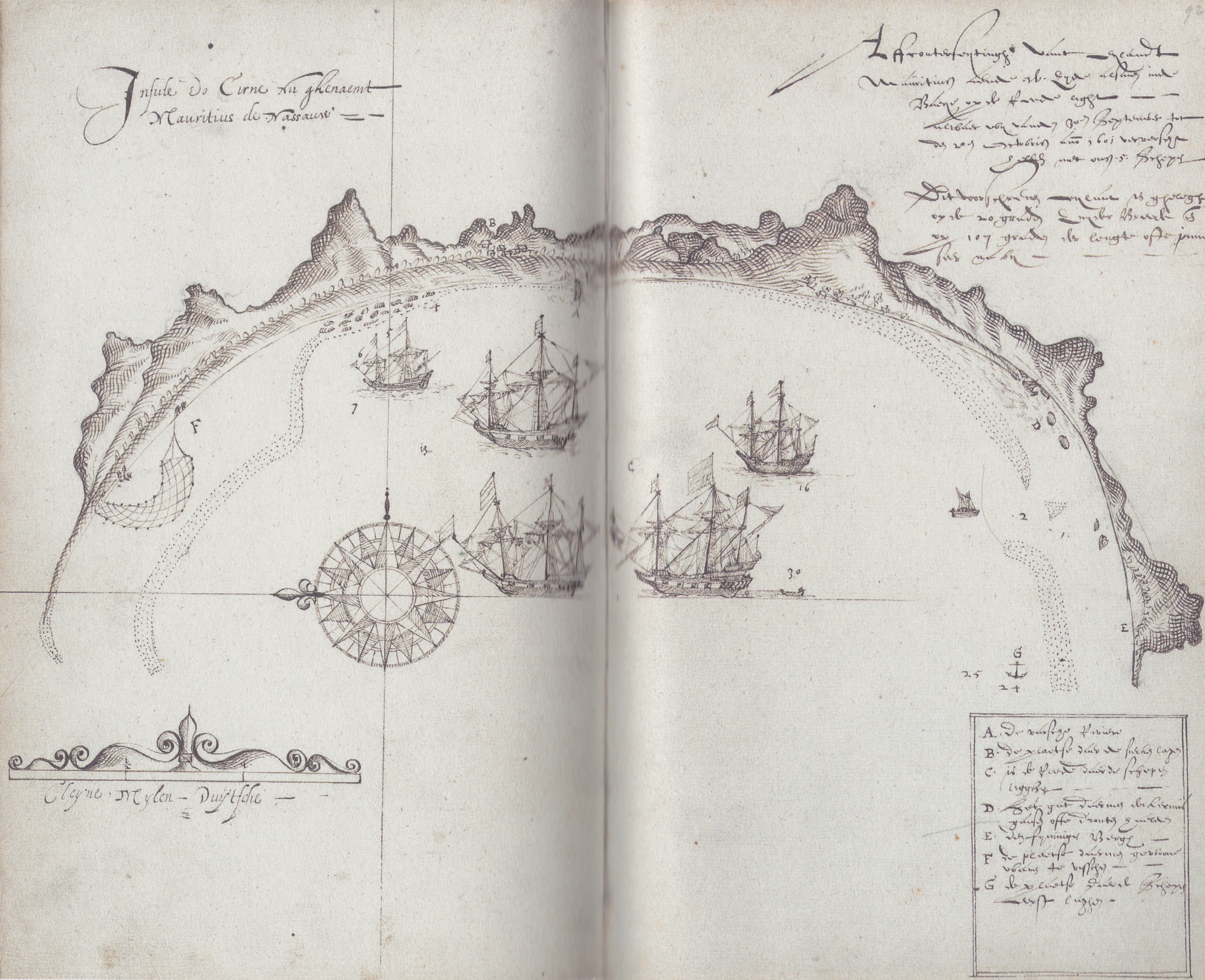
Карта острова Маврикий 1601 года. Точка D в дальнем правом углу — место, где были найдены додо

Низкая плодовитость и большие размеры додо говорят о том, что эти птицы были K-стратегами, то есть они производили на свет малое количество неоперившихся птенцов, которые требовали долгой родительской заботы. Есть основания (в том числе крупные размеры и тот факт, что у тропических и плодоядных птиц более медленные темпы роста) полагать, что дронт мог иметь длительный период развития.
Массивный клюв с крючком на конце, возможно, служил птицам при территориальных спорах, хотя отсутствие резких сезонных колебаний климата и обилие пищи снижали накал межвидовой конкуренции, в отличие от положения на соседнем острове Родригес, где местный сородич додо, вероятно, был более агрессивен и в стычках пользовался крыльями.
Предпочтения мест обитания додо неизвестны, но старые сообщения утверждают, что эти птицы населяли леса в более засушливых прибрежных районах на юге и западе Маврикия. Это мнение поддерживается и тем фактом, что болото Maр-о-Сонж, в котором найдено большинство останков додо, находится недалеко от моря, в юго-восточной части острова. Такой ограниченный ареал мог внести существенный вклад в вымирание вида. На карте 1601 года из бортового журнала корабля «Гельдерланд» у побережья Маврикия виден небольшой островок, где были пойманы дронты. Джулиан Хьюм предложил, что этот остров находился в бухте Тамарин, на западном побережье Маврикия. Субфоссилии, найденные в пещерах горных районов, доказывают, что птицы встречались на возвышенностях. Исследования на болоте Мар-о-Сонж показывают, что в среде обитания дронтов доминировали дерево додо, пандановые и эндемичные виды пальм.
С началом заселения Маврикия вымерли многие эндемики этого острова, поскольку была сильно повреждена его экосистема, трудно поддающаяся восстановлению. Первоначально остров был полностью покрыт лесами, которые почти полностью были вырублены. Уцелевшая эндемичная фауна по-прежнему находится в серьёзной опасности. Додо соседствовал с другими ныне вымершими птицами, такими как рыжий маврикийский пастушок, маврикийский чубатый попугай, попугай Psittacula bensoni, маврикийский синий голубь, сова Mascarenotus sauzieri, маскаренская лысуха, гусь Alopochen mauritianus, маврикийская утка и маврикийская кваква. В число вымерших маврикийских рептилий входят гигантские представители сухопутных черепах (род Cylindraspis), ящериц (гигантский сцинк Leiolopisma mauritiana) и змей (многокилевая болиерия).

## Питание

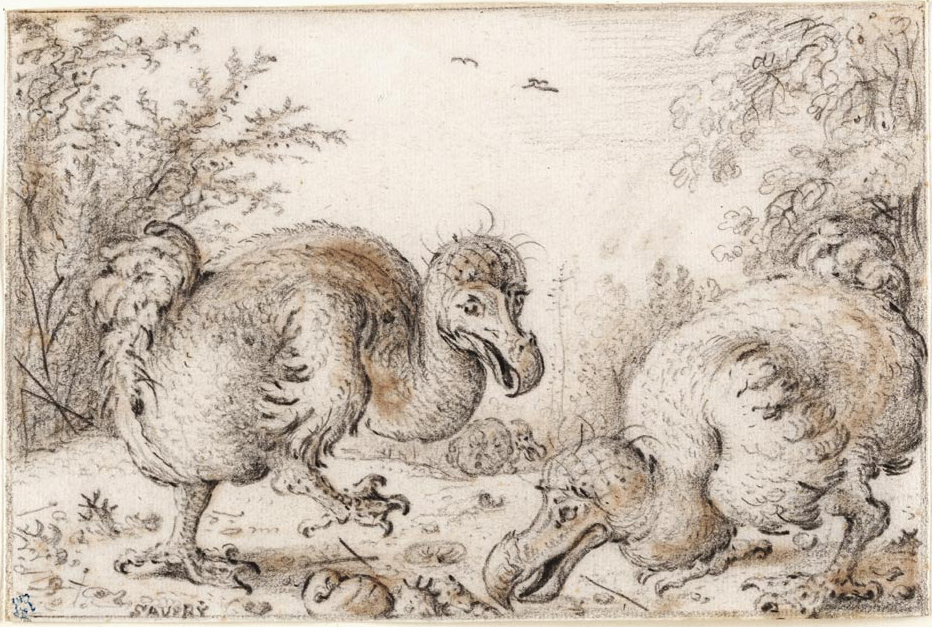
Эскиз трёх додо из Музея искусств Крокер, сделанный Савереем в 1626 году

Ныне утраченная голландская рукопись 1631 года, обнаруженная в гаагском архиве в 1887 году, является единственным описанием рациона додо, а также упоминанием того, как птица в случае обороны использовала свой клюв:

Эти бургомистры величественны и горделивы. Они предстали перед нами, непреклонные и решительные, с широко раскрытыми клювами. Бойкие и смелые при ходьбе, они едва шагу могли ступить нам навстречу. Оружием им служил клюв, которым они могли жестоко укусить; они питались фруктами; хорошего оперения у них не было, зато жира хватало с избытком. Многие из них, к нашей общей радости, были доставлены на борт.
Оригинальный текст (англ.)These Burgmeesters are superb and proud. They displayed themselves to us with stiff and stern faces, and wide-open mouths. Jaunty and audacious of gait, they would scarcely move a foot before us. Their war weapon was their mouth, with which they could bite fiercely; their food was fruit; they were not well feathered but abundantly covered with fat. Many of them were brought onboard to the delight of us all.
— 
Помимо опавших фруктов, додо, вероятно, питался орехами, семенами, луковицами и кореньями. Нидерландский зоолог Антон Корнелий Аудеманс предположил, что так как на Маврикии отмечены сезоны засух и дождей, додо, по-видимому, в конце влажного сезона нагуливал жир, питаясь спелыми плодами, чтобы пережить затем засушливое время года, когда еды было мало. Современники описывали «жадный» аппетит птицы. Орнитолог Франс Стауб высказал гипотезу, что они питались, главным образом, плодами пальмовых деревьев, и соотнёс период их откармливания с созреванием плодов. Высказывалось также мнение о том, что додо, возможно, питался крабами и моллюсками, как и его родственники — венценосные голуби. Его рацион должен был быть достаточно широким, чтобы не умереть с голоду во время морских путешествий, которыми птицу доставляли в Европу.

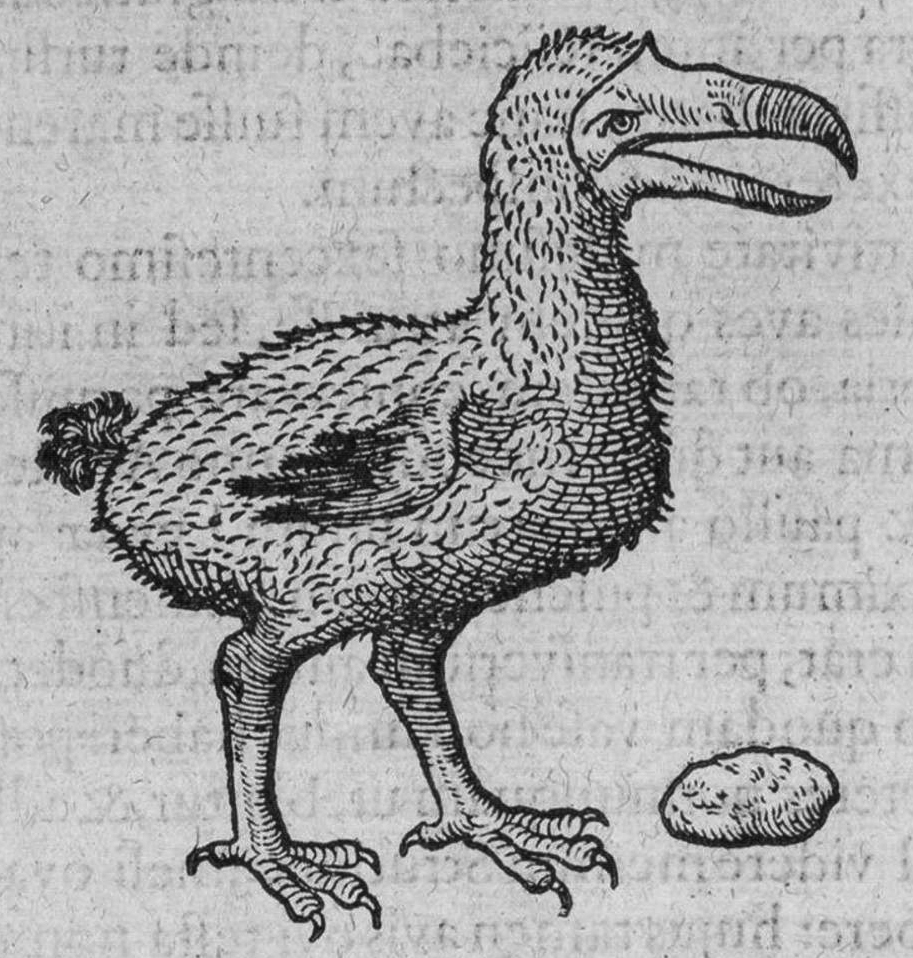
Рисунок додо и его желудочного камня, выполненный Карлом Клузиусом в 1605 году (скопирован с иллюстрации в судовом журнале ван Нека)

Современные источники полагают, что додо для переваривания пищи использовал камни. Это утверждение, в частности, основывается на записи английского историка XVII века Хамона Лестрейнджа, который однажды видел живую птицу в Лондоне и описал её следующим образом:

Примерно в 1638 году, гуляя по улицам Лондона, я увидел изображение странного вида птицы, вывешенное на куске ткани, <пробел в рукописи> в компании одного или двух человек я зашёл внутрь посмотреть. Существо содержалось в комнате; это была огромная птица, несколько больше, чем самый крупный индюк, с такими же ногами и лапами, но дородней, толще и более прямой осанки; передняя часть окрашена как грудь молодого фазанчика, а спина — серо-коричневого или чёрного цвета. Хозяин называл её «додо», а на краю камина в комнате лежала груда крупной гальки, из которой хозяин брал и на наших глазах отдавал птице, некоторые из них большие как мускатный орех. Хозяин сказал нам, что она их ест (это способствует пищеварению), и хотя я не припоминаю, как мы долго расспрашивали хозяина, но я до сих пор уверен, что затем птица всё отрыгнула.
Оригинальный текст (англ.)About 1638, as I walked London streets, I saw the picture of a strange looking fowle hung out upon a clothe, [hiatus in the MS] and myselfe with one or two more in company went in to see it. It was kept in a chamber, and was a great fowle somewhat bigger than the largest Turkey cock, and so legged and footed, but stouter and thicker and of more erect shape, coloured before like the breast of a young cock fesan, and on the back of a dunn or dearc colour. The keeper called it a Dodo, and in the ende of a chymney in the chamber there lay a heape of large pebble stones, whereof hee gave it many in our sight, some as big as nutmegs, and the keeper told us that she eats them (conducing to digestion), and though I remember not how far the keeper was questioned therein, yet I am confident that afterwards she cast them all again
— 
Неизвестно, как взрослые птицы выкармливали молодняк, но голуби — близкие родичи дронтов — дают своим птенцам так называемое зобное молоко. На рисунках современников изображён большой зоб, который, вероятно, использовался как дополнительное место для хранения еды и для выработки «птичьего молока». Предполагается, что максимальный размер зоба у додо и у родригесского дронта был ограничен объёмом зобного молока, которое они способны были произвести для своих птенцов в период раннего роста.

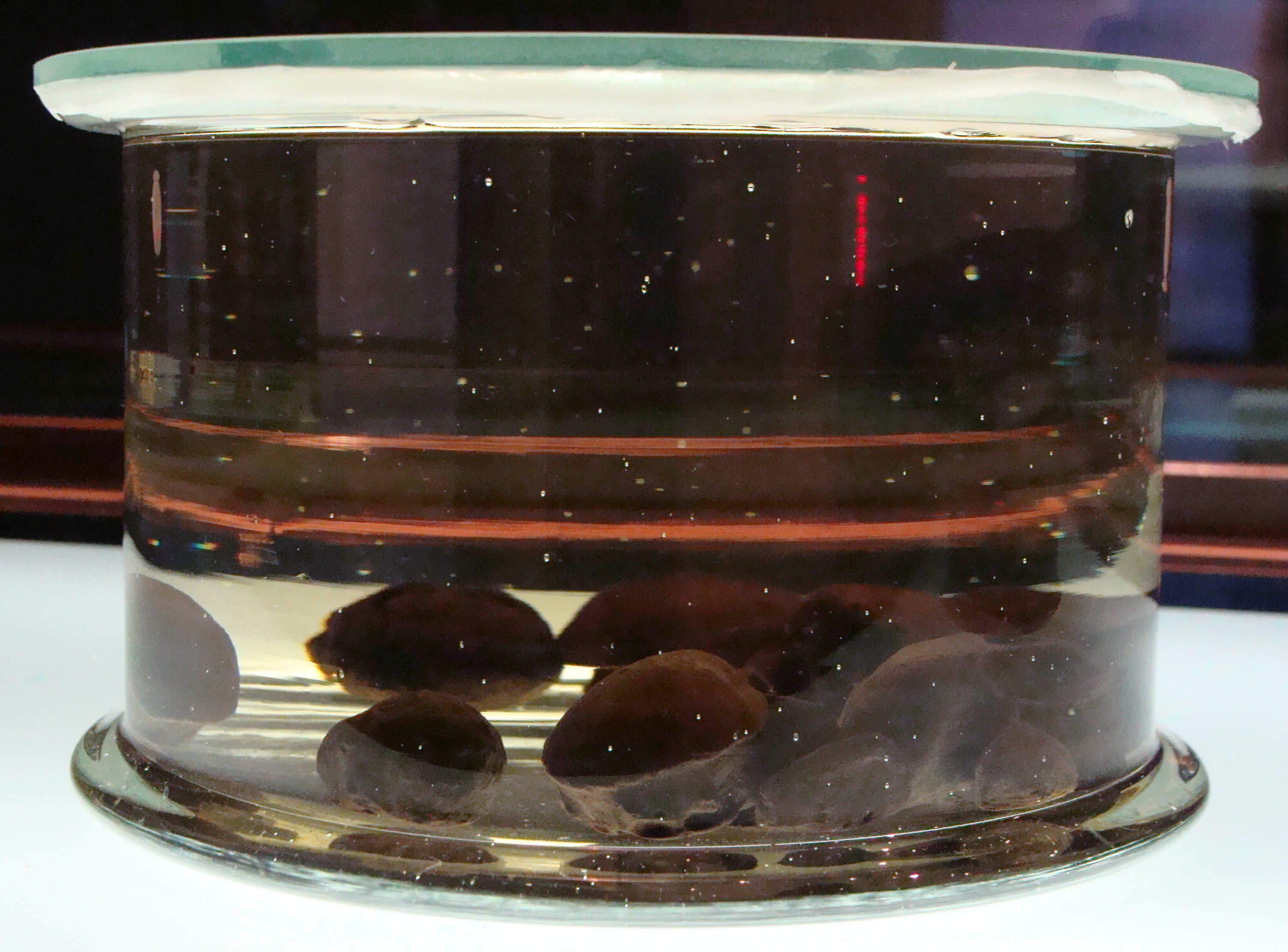
Семена дерева додо на выставке Naturalis

В 1973 году считалось, что дерево додо, которое является эндемиком острова Маврикий, находится на грани вымирания. По утверждению американского биолога Стэнли Тэмпла, на острове оставалось только 13 экземпляров этих растений и возраст их составлял около 300 лет. В 1977 году учёный высказал гипотезу, что распространение и само существование вида зависело от жизнедеятельности дронтов и что семена его могут прорастать только в том случае, если они пройдут через пищеварительный тракт птицы. Он утверждал, что дерево додо тоже находится на грани вымирания в связи с исчезновением дронтов. Темпл оставил без внимания доклады 1940-х годов, которые показали, что семена прорастали (хоть и очень редко) и без процесса переваривания пищи. Другие учёные подвергли критике умозаключения Темпла, заявив, что либо сокращение численности деревьев преувеличено, либо семена должны были разноситься и другими, позже вымершими животными, такими как черепахами рода Cylindraspis, крылановыми или ширококлювым попугаем. Согласно Венди Штрам и Энтони Чику, двум специалистам в области экологии Маскаренских островов, это дерево, и в то время редкое, давало ростки и после исчезновения додо, а их количество насчитывает несколько сотен, а не 13, как ранее заявлял Темпл.
Также существует мнение о том, что маврикийский чубатый попугай находился в зависимости от дронтов и черепах рода Cylindraspis, которые поедали плоды пальмовых деревьев и оставляли вместе с помётом их семена, которые, в свою очередь, становились кормом для попугаев. Аналогичным образом гиацинтовые ара зависели от ныне несуществующей южноамериканской мегафауны, а в настоящее время полагаются на жизнедеятельность домашнего скота.

## Взаимоотношения с людьми

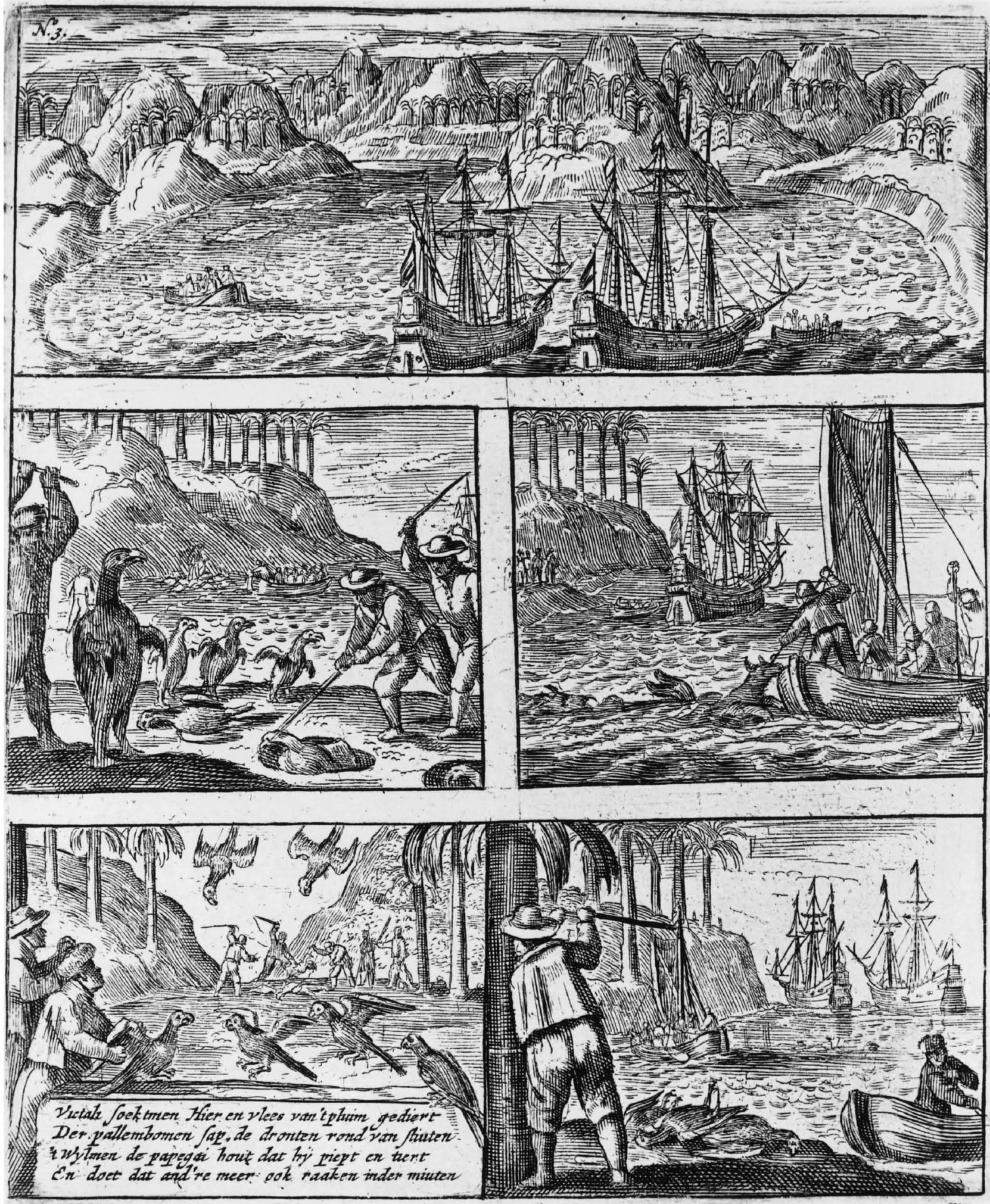
Гравюра 1648 года, демонстрирующая охоту на додо (по центру слева, изображён как пингвин) и других ныне вымерших животных Маврикия

В средние века Маврикий посещали арабы, а в период между 1507 и 1513 годами — португальцы; однако никаких поселений на нём основано ими не было. Какие-либо упоминания о додо тех лет неизвестны, хотя португальское название острова — Сирне (порт. Cirne), данное в честь корабля европейского первооткрывателя Маскаренских островов Диогу Фернандеша Перейры — и созвучие его с португальским словом со значением «лебедь», вводило некоторых исследователей в заблуждение относительно связи его с дронтами. Голландская империя приобрела Маврикий в 1598 году, переименовав его в честь Морица Оранского, и использовала остров для пополнения запасов провизии торговых судов Голландской Ост-Индской компании.
Самое раннее известное описание додо дали голландские путешественники во время Второй голландской экспедиции в Индонезию, возглавленной в 1598 году адмиралом Якобом ван Неком . Дронты появляются в сообщениях 1601 года, которые также содержат первое опубликованное изображение птицы. Так как первые матросы, прибывшие на Маврикий, длительное время находились в море, интерес к этим крупным птицам у них был, в основном, гастрономический. В бортовом журнале, опубликованном в 1648 году, капитан корабля «Морская свинья» (нидерл. Bruin-Vis) Виллем ван Вест-Занен в записи от 4 августа 1602 года упомянул, что на борт было доставлено 24—25 дронтов, которые были настолько крупными, что за обед смогли едва съесть двух, а остальных пустили на засолку.
Одни первопроходцы считали мясо дронтов невкусным и предпочитали есть попугаев или голубей; другие описывали его как жёсткое, но хорошее. Некоторые охотились на додо только ради желудков, которые считались самой лакомой частью птицы. Дронтов было очень легко поймать, однако охотникам следовало остерегаться их мощных клювов.

### Додо за пределами острова
Дронтами заинтересовались и живых особей стали вывозить в Европу и на Восток. Количество птиц, добравшихся до мест назначения в целости, неизвестно, и неясно, так как они соотносятся с картинами тех лет и рядом экспонатов в европейских музеях. Описание додо, которого Хамон Лестрейндж видел в Лондоне в 1638 году, — единственное упоминание, в котором прямо говорится про живой экземпляр в Европе. В 1626 году Адриан ван де Венне нарисовал дронта, которого, по его утверждению, он видел в Амстердаме, однако не сказал ни слова, жив ли тот был. Этот рисунок похож на картину Саверея — т. н. «Додо Эдвардса». Две живые особи видел Питер Манди в Сурате в период между 1628 и 1634 годами. Одна из них могла быть нарисована Устадом Мансуром около 1625 года. Одного додо в 1647 году отправили в японский город Нагасаки, но неизвестно, пережил ли он поездку.

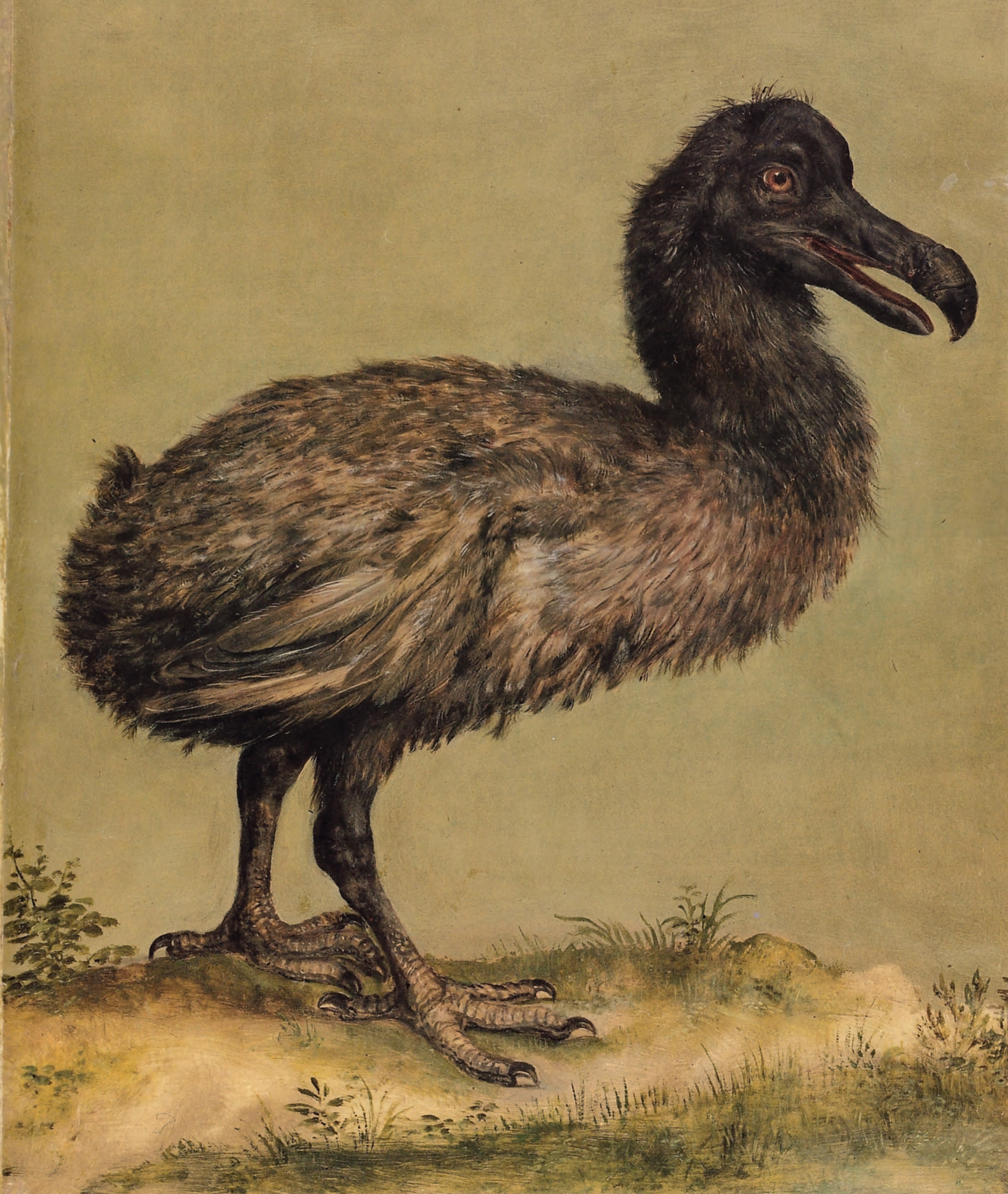
Рисунок особи, находившейся в пражской коллекции императора Рудольфа II. Автор рисунка — Якоб Хуфнагель

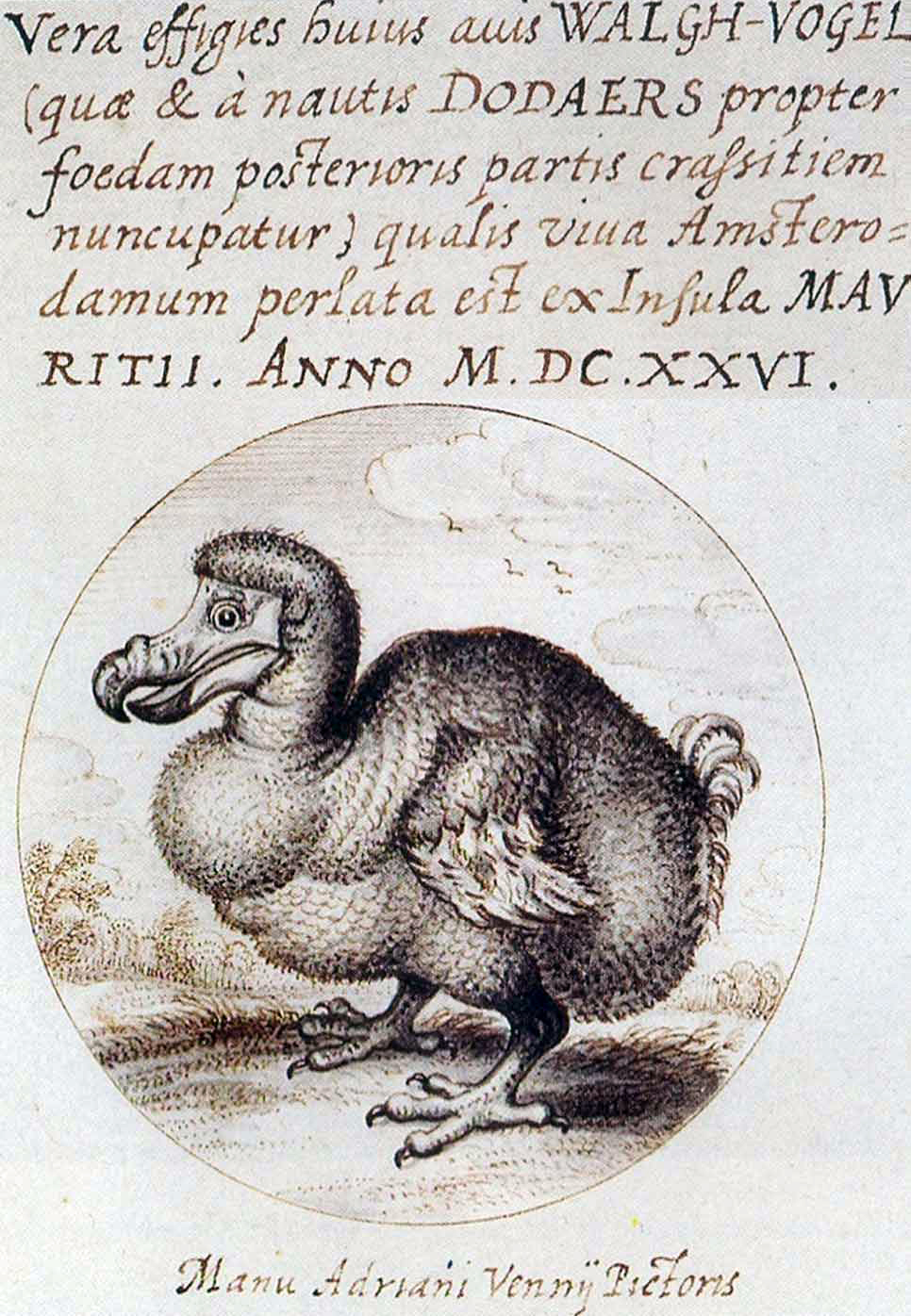
Рисунок додо, сделанный Адрианом ван де Венне в 1626 году

В 1628 году Эммануил Алтэм посетил Маврикий, откуда написал письмо брату в Англию:

Достопочтенный и любимый брат,
По приказу упомянутого Совета мы отправились на остров под названием Маврикий, лежащий на 20° южной широты, куда мы прибыли 28 мая; на этом острове много коз, свиней и коров, а также очень странных птиц, называемых португальцами додо, одну из которых за редкость её — такой твари нет нигде более в мире — я отправил тебе с мистером Пэрсом, прибывшим сюда на корабле «Вильям» 10 июня.
[На полях письма] От мистера Пэрса ты получишь горшок имбиря для моей сестры, бусы для моих кузин, твоих дочерей и птицу додо, если она выживет.
Оригинальный текст (англ.)Right wo and lovinge brother,

We were ordered by ye said councell to go to an island called Mauritius, lying in 20d. of south latt., where we arrived ye 28th of May; this island having many goates, hogs and cowes upon it, and very strange fowles, called by ye portingalls Dodo, which for the rareness of the same, the like being not in ye world but here, I have sent you one by Mr. Perce, who did arrive with the ship William at this island ye 10th of June.

[In the margin of the letter] Of Mr. Perce you shall receive a jarr of ginger for my sister, some beades for my cousins your daughters, and a bird called a Dodo, if it live
— 
Пережил ли этот додо путешествие, неизвестно, а само письмо в XIX веке сгорело в результате пожара.
Наиболее ранняя известная картина с изображением додо в Европе входит в собрание живописных работ приблизительно 1610 года, запечатлевших животных королевского зверинца императора Рудольфа II в Праге. Эта коллекция включает в себя картины и с другими обитателями Маврикия, в том числе рыжим маврикийским пастушком. Указанный дронт, возможно будучи молодой птицей, видимо, был высушен или забальзамирован, а до этого, вероятно, некоторое время прожил в императорском зоопарке вместе с другими животными. Наличие цельных чучел дронтов указывает на то, что птиц привозили в Европу живыми и там же они потом и скончались; маловероятно, что на борту заходивших на Маврикий кораблей были таксидермисты, а спирт для консервации биологических экспонатов ещё не использовался. Большинство тропических экспонатов сохранилось в виде высушенных голов и ног. На основе совокупности рассказов современников, картин и чучел Джулиан Хьюм сделал вывод, что, по меньшей мере, одиннадцать вывезенных дронтов были доставлены живыми до конечных мест назначения.

## Исчезновение

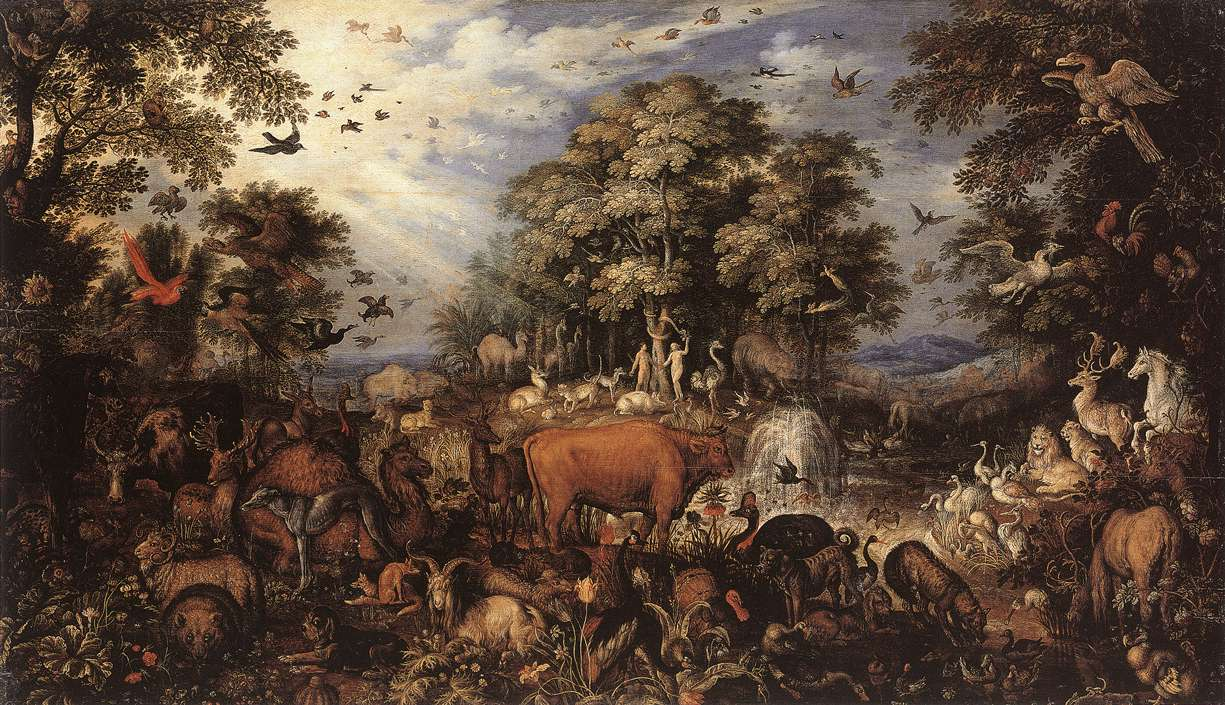
Картина Саверея «Рай» 1626 года с додо в нижнем правом углу

Как и многие другие животные, которые развивались в изоляции от серьёзных хищников, людей дронты совсем не боялись. Это отсутствие страха и неспособность летать сделали птицу лёгкой добычей для моряков. Хотя отдельные сообщения и описывали массовый убой додо ради пополнения корабельных припасов, археологические исследования на месте исторического поселения не нашли весомых доказательств хищничества людей. Кости додо были обнаружены в пещерах у мыса Бэ-дю-Кап (фр. Baie du Cap), которые в XVII веке служили убежищем для маронов и беглых каторжников, что свидетельствует о добыче ими дронтов, так как пещеры не были доступны для дронтов из-за гористой, пересечённой местности. Численность людей на Маврикии (с территорией в 1860 км²) в XVII веке в среднем не превышала 50 человек, однако они завезли других животных, включая собак, свиней, кошек, крыс и макак-крабоедов, которые разоряли гнёзда дронтов и соперничали за ограниченные пищевые ресурсы. Одновременно, люди и завезённый скот (коровы, козы) уничтожали лесную среду обитания додо. Воздействие на численность вида со стороны интродуцированных животных, особенно свиней и макак, в настоящее время считается более весомым и существенным, чем от охоты. Путешественники во второй половине XVII века сообщали о несчётном множестве расплодившихся крыс, тысячах макак и одичавших свиней на острове. Крысы, возможно, являлись не настолько большой угрозой для гнёзд, так как дронты привыкли иметь дело с местными сухопутными крабами.
Некоторые учёные предполагали, что к моменту прибытия людей на Маврикий додо уже был редким или имел ограниченный ареал, поскольку он вряд ли бы вымер так быстро, если бы занимал все отдалённые районы острова. Во время экспедиции 2005 года были обнаружены субфоссилии дронтов и других животных, якобы погибших в результате внезапного паводка, на основании чего выдвигалась гипотеза, что в дальнейшем подобная массовая гибель могла привести вид на грань вымирания. Однако геоморфологические, тафономические и ботанические свидетельства опровергли катастрофический вариант.
Вокруг даты исчезновения додо существуют разногласия. Последним широко признанным сообщением о наблюдении дронтов является донесение от матроса Волькерта Эвертса с потерпевшего кораблекрушение голландского судна «Арнхем», датируемое 1662 годом. Он описал птиц, пойманных на небольшом островке недалеко от Маврикия (как сейчас предполагается, на острове Янтарном (фр. Île d'Ambre)):

Эти животные при нашем приближении замирали, глядя на нас, и спокойно оставались на месте, будто им было невдомёк, есть ли у них крылья, чтобы улететь, или ноги, чтобы убежать, и дозволяя нам приблизиться к ним настолько близко, насколько мы хотели. Среди этих птиц были те, которых в Индии называют Dod-aersen (это вид очень крупных гусей); эти птицы не умеют летать, вместо крыльев у них просто небольшие отростки, зато они могут очень быстро бегать. Мы согнали их всех в одно место так, что можно было поймать их руками, а когда схватили одну из них за ногу, та подняла такой шум, что тут же ей на выручку сбежались все остальные и в итоге сами тоже были переловлены. Оригинальный текст (англ.)These animals on our coming up to them stared at us and remained quiet where they stand, not knowing whether they had wings to fly away or legs to run off, and suffering us to approach them as close as we pleased. Amongst these birds were those which in India they call Dod-aersen (being a kind of very big goose); these birds are unable to fly, and instead of wings, they merely have a few small pins, yet they can run very swiftly. We drove them together into one place in such a manner that we could catch them with our hands, and when we held one of them by its leg, and that upon this it made a great noise, the others all on a sudden came running as fast as they could to its assistance, and by which they were caught and made prisoners also
— 

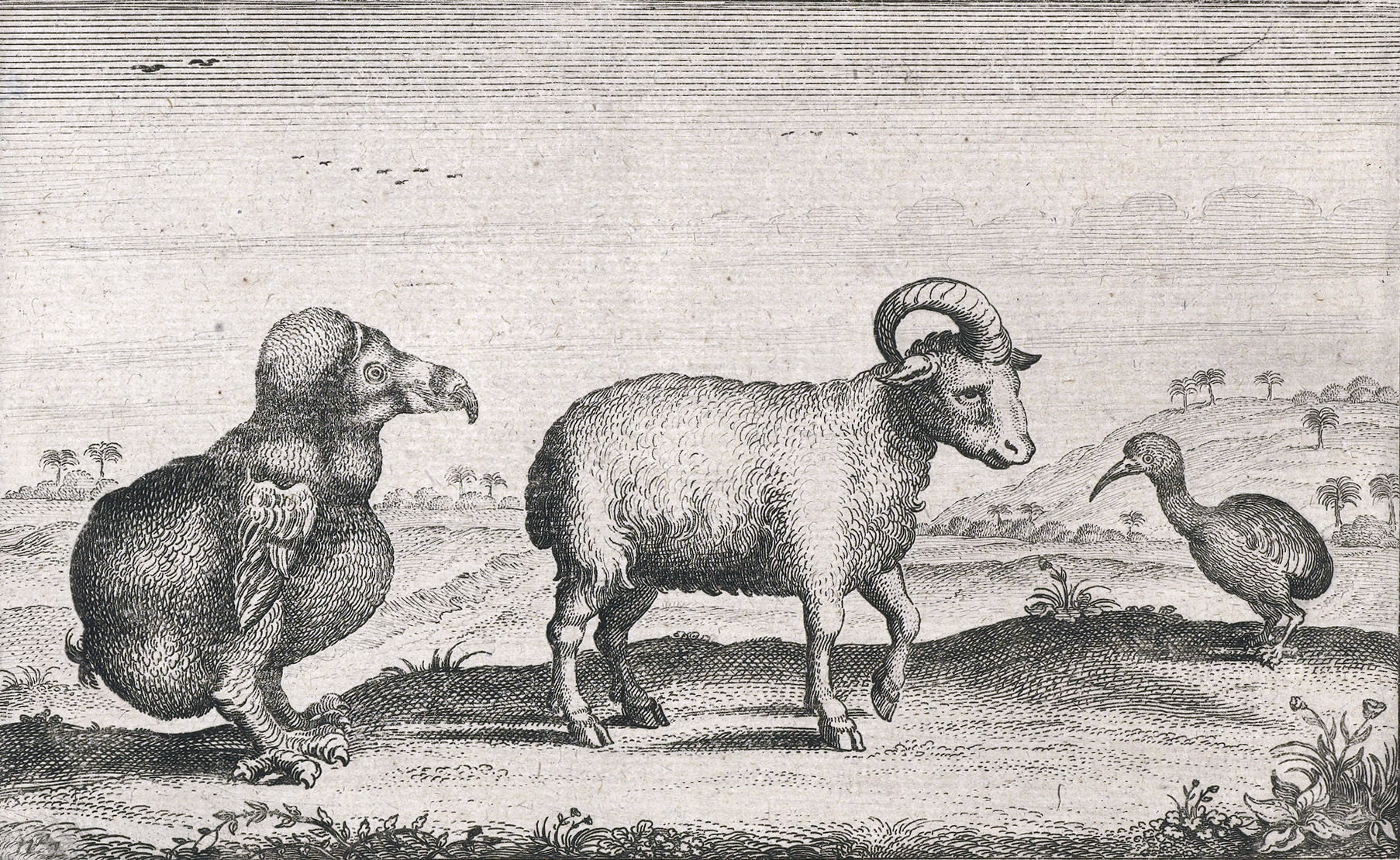
Изображение додо, однорогой овцы и рыжего маврикийского пастушка, сделанное в 1617 году Питером ван ден Бруке

Последнее заявленное наблюдение додо было отражено в охотничьих записках губернатора Маврикия Исаака Йоханнеса Ламотиуса 1688 года. Статистический анализ этих записок, проделанный Д. Робертсом и Э. Солоу, даёт новую приблизительную дату исчезновения — 1693 год, с 95-процентным доверительным интервалом между 1688 и 1715 годами. Авторы также указывают на то, что последнее наблюдение дронта до 1662 произошло в 1638 году; вероятно, додо уже к 1660 годам был весьма редкой птицей, и поэтому спорное сообщение беглого раба от 1674 года нельзя отвергать сразу.
Как заметил Энтони Чик, в некоторых описаниях после 1662 года названия Dodo и Dodaers использовались, когда речь шла о рыжем маврикийском пастушке, указывая на то, что это смещение понятий произошло уже после исчезновения додо. Чик, таким образом, полагает, что последним достоверным наблюдением дронта является описание 1662 года. До того, как было предложено это объяснение, последним считалось описание «додо» 1681 года. В отчёте английского путешественника Джона Маршалла 1668 года, который поочерёдно использовал названия Dodo и Red Hen («рыжая курица») для обозначения рыжего маврикийского пастушка, упоминается о том, что мясо птицы было «жёстким» и это перекликается с сообщением «о мясе» 1681 года. В свою очередь, Эррол Фуллер подверг сомнению даже сообщение 1662 года, так как шумная реакция на опасность соответствовала описанию рыжего маврикийского пастушка. Маловероятно, что этот вопрос будет когда-либо разрешён, пока в поздних сообщениях не будет упомянуто, наряду с физическим описанием, и точное название птицы. Красная книга МСОП в качестве даты исчезновения птицы приняла разумными обоснования Энтони Чика относительно 1662 года, признав, что все последующие сообщения относятся к рыжему маврикийскому пастушку. В любом случае, додо, вероятно, вымер к 1700 году — примерно в течение столетия после его открытия в 1598-м. Голландцы покинули Маврикий в 1710 году, к тому времени, когда додо и большинство крупных наземных позвоночных острова вымерли.
Хотя о редкости додо сообщалось уже в XVII веке, его исчезновение не признавалось вплоть до XIX века. Отчасти по религиозным причинам, так как вымирание считалось невозможным (пока противоположное не доказал Жорж Кювье), а отчасти из-за того, что многие учёные сомневались, что дронты когда-либо существовали. В целом, он казался слишком странным существом, поэтому многие полагали, что он является мифом. Кроме того, принималась в расчёт вероятность, что дронты могли сохраниться и на других, ещё неисследованных островах Индийского океана, при том, что оставались слабо изученными обширные территории как Мадагаскара, так и материковой Африки. Впервые эту птицу в качестве примера вымирания вследствие деятельности человека привёл в 1833 году британский журнал «The Penny Magazine».

## Останки додо

### Экспонаты XVII века

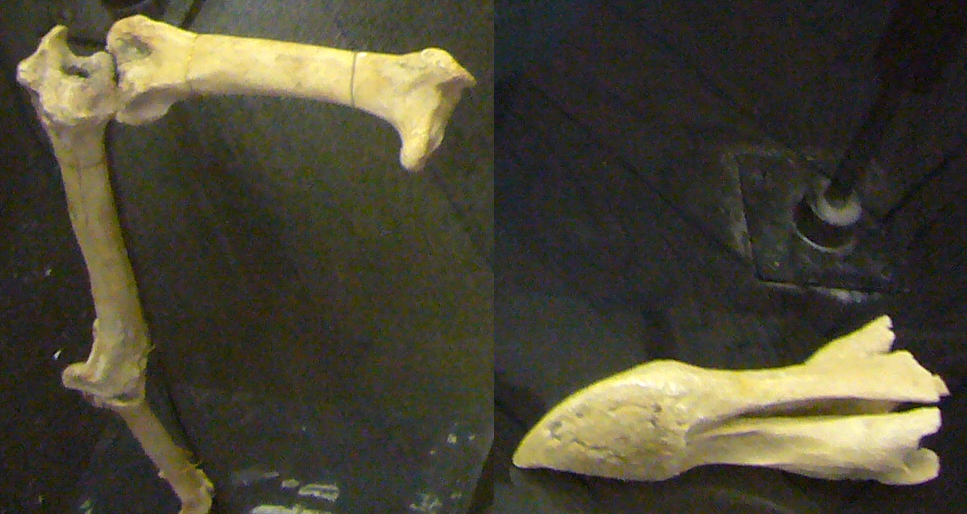
Фрагменты ноги и черепа из Пражского национального музея

Единственными сохранившимися останками додо из числа особей, завезённых в Европу в XVII веке, являются:
- высушенная голова и лапа в музее естественной истории Оксфордского университета;
- лапа, хранившаяся в Британском музее, но ныне утраченная;
- череп в Копенгагенском зоологическом музее[англ.];
- верхняя челюсть и кости ног в Национальном музее Праги[92].

Два последних экспоната были заново обнаружены и идентифицированы как останки додо в середине XIX века. В старых музейных каталогах упоминались и другие чучела дронтов, но ни одно из них не сохранилось.

Мумифицированная кожа с головы «оксфордского» экспоната

Единственные известные останки мягких тканей — «оксфордская» голова (экспонат OUМ-11605) и лапа — принадлежали последнему известному чучелу додо, которое впервые было упомянуто в 1656 году как часть коллекции Трейдскантов и перевезено в 1659 году в Музей Ашмола. Предполагается, что это могли быть останки птицы, которую видел в Лондоне Хамон Лестрейндж. Многие источники утверждают, что примерно в 1755 году музейные работники сожгли чучело додо из-за его сильной порчи, сохранив только голову и ногу. Восьмой пункт устава этого музея гласит: «Если какая-то часть экспоната состарится или испортится, хранитель имеет право переместить её в один из запасников или другое хранилище; остальное необходимо заменить». Преднамеренное уничтожение экспоната сейчас считается мифом. Видимо, он был снят с выставки, чтобы сохранить то, что от него осталось, но мягкие ткани в дальнейшем разложились. Голову препарировали Стрикленд и Мелвилл, разделив кожу с черепа на две половины. Лапа находится в скелетированном состоянии с единичными фрагментами кожи и сухожилий. На голове перьев осталось очень мало. Вероятно, это была взрослая самка, поскольку лапа на 11 % меньше и более изящная, чем у лондонского экспоната.
Высушенная «лондонская» лапа, впервые упомянутая в 1665 году, долгое время была выставлена в Британском музее рядом с картиной Саверея «Додо Эдвардса» и также была препарирована Стриклендом и Мелвиллом. К 1896 году она упоминалась уже без кожного покрова, и в настоящее время, видимо, сохранились только кости, местонахождение которых сейчас неизвестно.

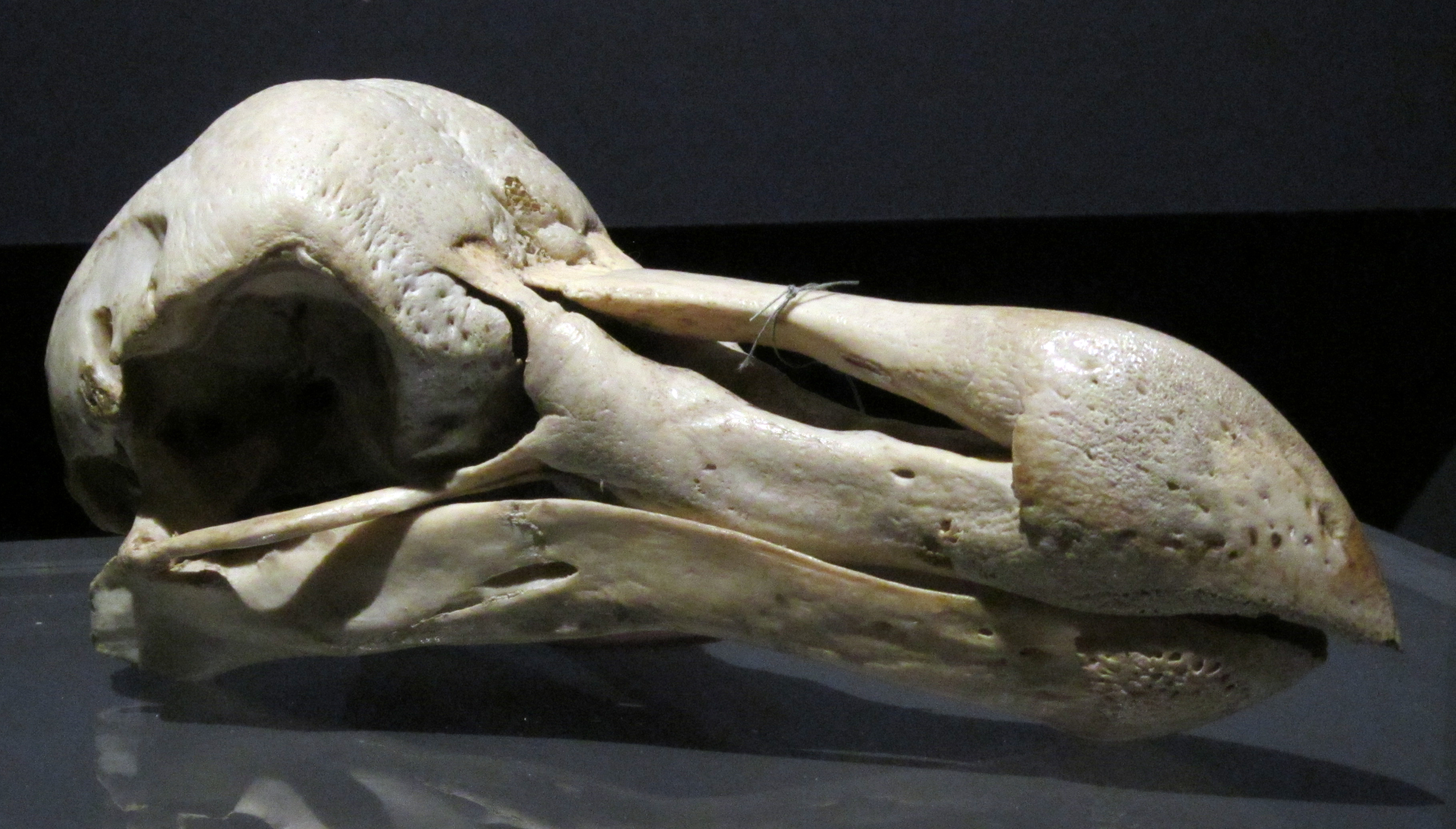
Череп в Копенгагенском зоологическом музее

Про «копенгагенский» череп (экспонат ZMUC 90-806) известно, что до 1651 года он являлся частью коллекции Бернарда Палудана (1550—1633, нидерл. Bernardus Paludanus) в Энкхёйзене, а затем был перевезён в музей во дворце Готторп в Шлезвиге. После того, как в 1702 году замок был занят датскими войсками, музейные экспонаты были отправлены в датскую королевскую коллекцию. Череп был вновь обнаружен Йоханнесом Райнхарттом в 1840 году. Он на 13 мм короче «оксфордского» черепа и, возможно, принадлежал самке. Он был мумифицирован, однако кожный покров разложился. Также сохранилось склеротикальное кольцо.
Фронтальная часть черепа (экспонат NMP P6V-004389) и кости ног из Национального музея Праги были найдены в 1850 году среди останков в коллекции Богемского музея. Возможно, это были останки одного из чучел додо, известных по зверинцу императора Рудольфа II и, вероятно, послуживших натурой для картин Хофнагеля или Саверея.
Помимо этих останков, в 1605 году Карл Клузиус упоминал про высушенную ногу, которая ныне утрачена. Её владельцем был голландский профессор Питер Пау и происхождение её неизвестно. Возможно, она была добыта во время путешествия ван Нека.

### Экспонаты на основе субфоссилий
До 1860 года из останков маврикийского дронта были известны лишь четыре неполных экземпляра XVII века. Первым субфоссильные останки додо обнаружил Филипп Бернард Айрес, отправивший их в Британский музей Ричарду Оуэну, который, однако, не обнародовал находки. В 1863 году Оуэн попросил маврикийского епископа Винсента Райана распространить распоряжение о том, что его надлежит информировать о любых найденных костях додо. В 1865 году Джордж Кларк, учитель государственной школы городка Маэбур, после 30-летних поисков, вдохновлённых монографией Стрикленда и Мелвилла, наконец-то обнаружил огромное множество субфоссилий додо в болоте Мар-о-Сонж на юго-востоке Маврикия. В 1866 году о процессе своей работы Кларк рассказал в орнитологическом журнале «Ибис»: он отправил рабочих-кули пробираться через центр болота, чтобы нащупывать кости ногами. Сначала нашли их немного, но как только была срезана трава, покрывавшая самый глубокий участок топи, там было обнаружено большое количество фоссилий, принадлежавших в общей сложности более чем трёмстам особям дронтов. При этом черепов и костей крыльев было найдено очень мало, возможно по той причине, что верхние части тел были смыты или съедены, в то время как нижние части поглотила трясина. Аналогичная ситуация часто наблюдалась, когда в болотах Новой Зеландии находили останки моа. Болота, вероятно, привлекали додо и других животных во время засух.
В Санкт-Петербурге в 1866 году систематику дронта изучал Ф. Ф. Брандт в Зоологическом музее Академии наук.

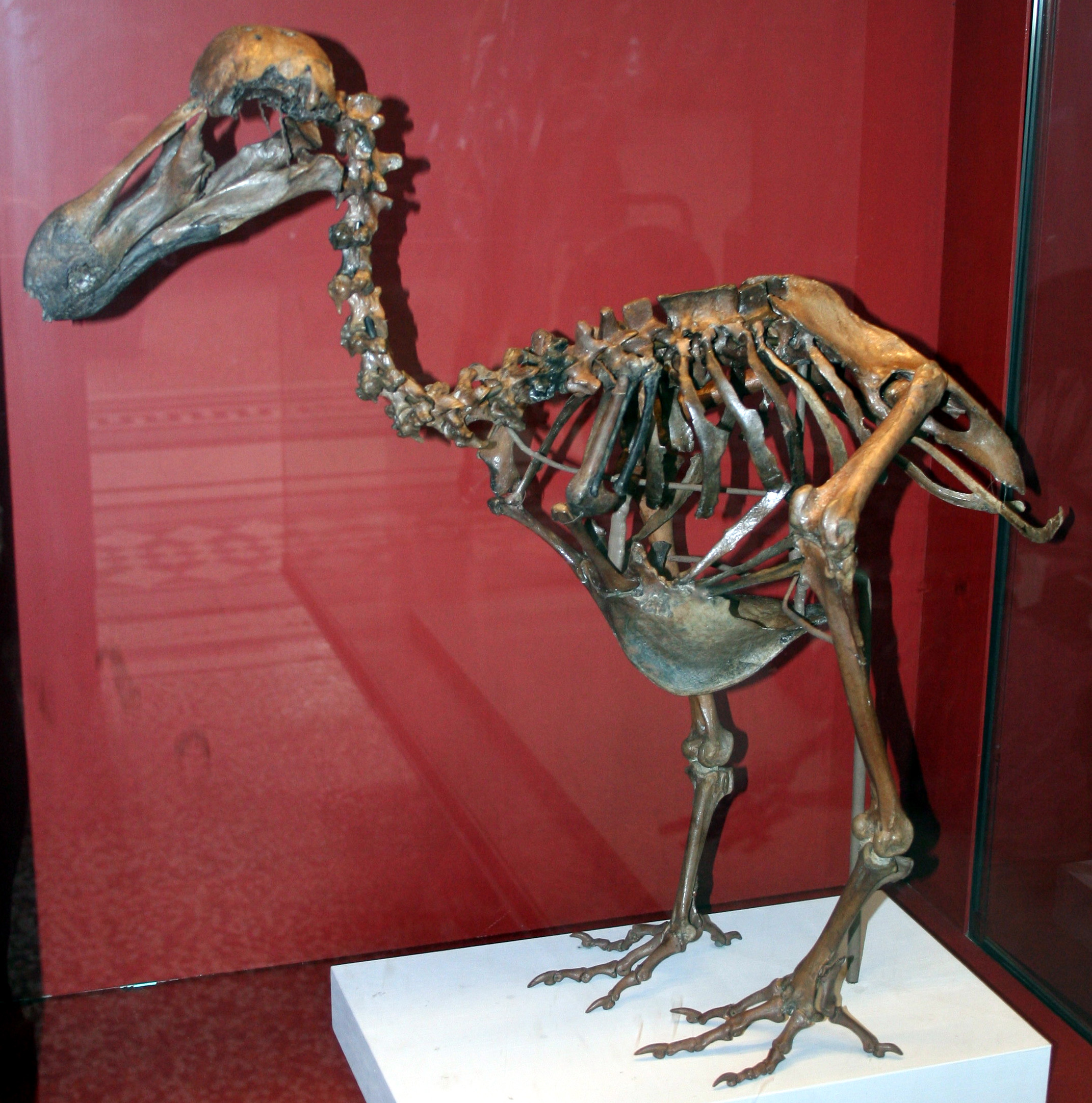
Скелет, составленный Ричардом Оуэном из костей, найденных в болоте Мар-о-Сонж

Отчёты Кларка о находках возродили интерес к птице. И Ричард Оуэн, и Альфред Ньютон хотели первыми описать анатомическое строение затылочного отдела черепа додо. Оуэн купил партию костей, первоначально предназначенную для Ньютона, что в итоге привело к соперничеству между ними. Оуэн в октябре 1866 года описал кости в «Докладе о додо» (англ. Memoir on the Dodo), но его реконструкция ошибочно основывалась на картине Саверея «Додо Эдвардса», и она вышла слишком приземистой и тучной. В 1869 году, получив новые кости, он исправил их положение, сделав реконструированный скелет более вертикальным. В свою очередь Ньютон сфокусировался на изучении белого додо. Оставшиеся кости, не проданные Оуэну или Ньютону, были выставлены на аукцион или подарены музеям.
В 1889 году Теодору Созье (фр. Théodor Sauzier) было поручено исследовать «исторические сувениры» Маврикия и найти новые останки додо в Мар-о-Сонж. Его ждал успех и, кроме того, им были найдены останки и других вымерших видов. Примерно в 1900 году парикмахер по имени Луи Этьен Тириу (фр. Louis Etienne Thirioux) также нашёл множество костей додо, но в настоящее время они утрачены. В их числе были первые останки молодой птицы и первый сочленённый экземпляр. Точно неизвестно, где именно Тириу обнаружил свои находки, кроме того факта, что они были найдены в пещере, которая могла располагаться на склонах горы Лё Пус.

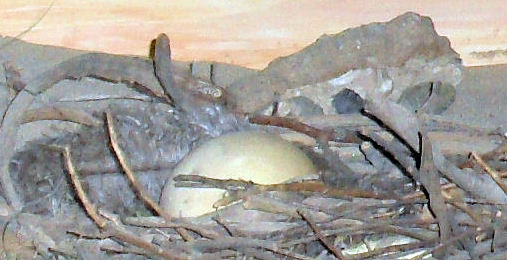
Копия предполагаемого яйца додо в реконструированном гнезде (Ист-Лондонский музей)

26 музеев по всему миру имеют значительные фонды биологических материалов додо, почти все из которых найдены в Мар-о-Сонж. В Лондонском музее естествознания, Американском музее естественной истории, Музее зоологии Кембриджского университета, Зенкенбергском музее, Дарвиновском музее в Москве и ряде других есть почти полные скелеты, составленные из отдельных костей.
Скелет в Дарвиновском музее ранее находился в коллекции русского коннозаводчика, товарища председателя Бюро отдела орнитологии Императорского Русского общества акклиматизации животных и растений и действительного члена Русского орнитологического комитета А. С. Хомякова, национализированной в 1920 году.
Яйцо, предположительно принадлежавшее додо, хранится в музее южно-африканского города Ист-Лондон. Оно было подарено Марджори Куртене-Латимер, чья двоюродная бабушка получила его от капитана, который утверждал, что нашел яйцо в болоте на Маврикии. В 2010 году куратор этого музея предложил использовать генетический анализ для определения подлинности экспоната. В действительности он может оказаться расколовшимся страусиным яйцом.

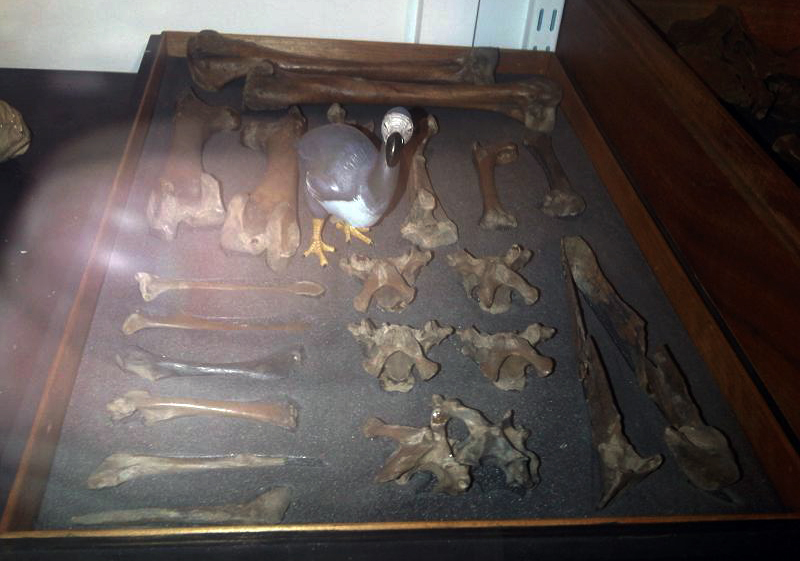
Кости додо из коллекции Музея Гранта (Лондон)

В 1943 году в целях борьбы с малярией болото Мар-о-Сонж засыпали глыбами долерита и гравием, и в итоге оно было заброшено и на десятилетия забыто. В октябре 2005 года международная группа исследователей начала раскопки на трёх участках болота. В ходе работ было обнаружено множество останков, включая кости по крайней мере 17 дронтов различного возраста (кроме молодых особей). Несколько костей очевидно принадлежали скелету одной птицы и сохранились в естественном положении. 63 % останков, найденных на болоте, принадлежали гигантским черепахам вымершего рода Cylindraspis, а 7,1 % — додо. Последующие исследования позволили сделать вывод, что дронты и другие животные увязли в болоте, пытаясь добраться до воды во время затяжной засухи в интервале 4235—4100 лет назад.
В июне 2007 года искатели приключений, исследуя одну из пещер, обнаружили наиболее полный и лучше всего сохранившийся скелет маврикийского дронта из когда-либо найденных. Экспонат получил имя Фред в честь нашедшего его спелеотуриста.
В 2011 году во время подготовки к переезду в новое здание сотрудники музея Гранта Университетского колледжа Лондона в одном из выдвижных ящиков обнаружили деревянную коробку времён правления короля Эдуарда VII (1901—1910) с костями додо (около половины скелета: верхняя челюсть, 6 позвонков и кости конечностей, принадлежавшие более чем одной особи), которые изначально были неправильно идентифицированы и хранились среди костей крокодилов. Происхождение останков неизвестно, так как старые музейные каталоги не сохранились.

## Белый додо

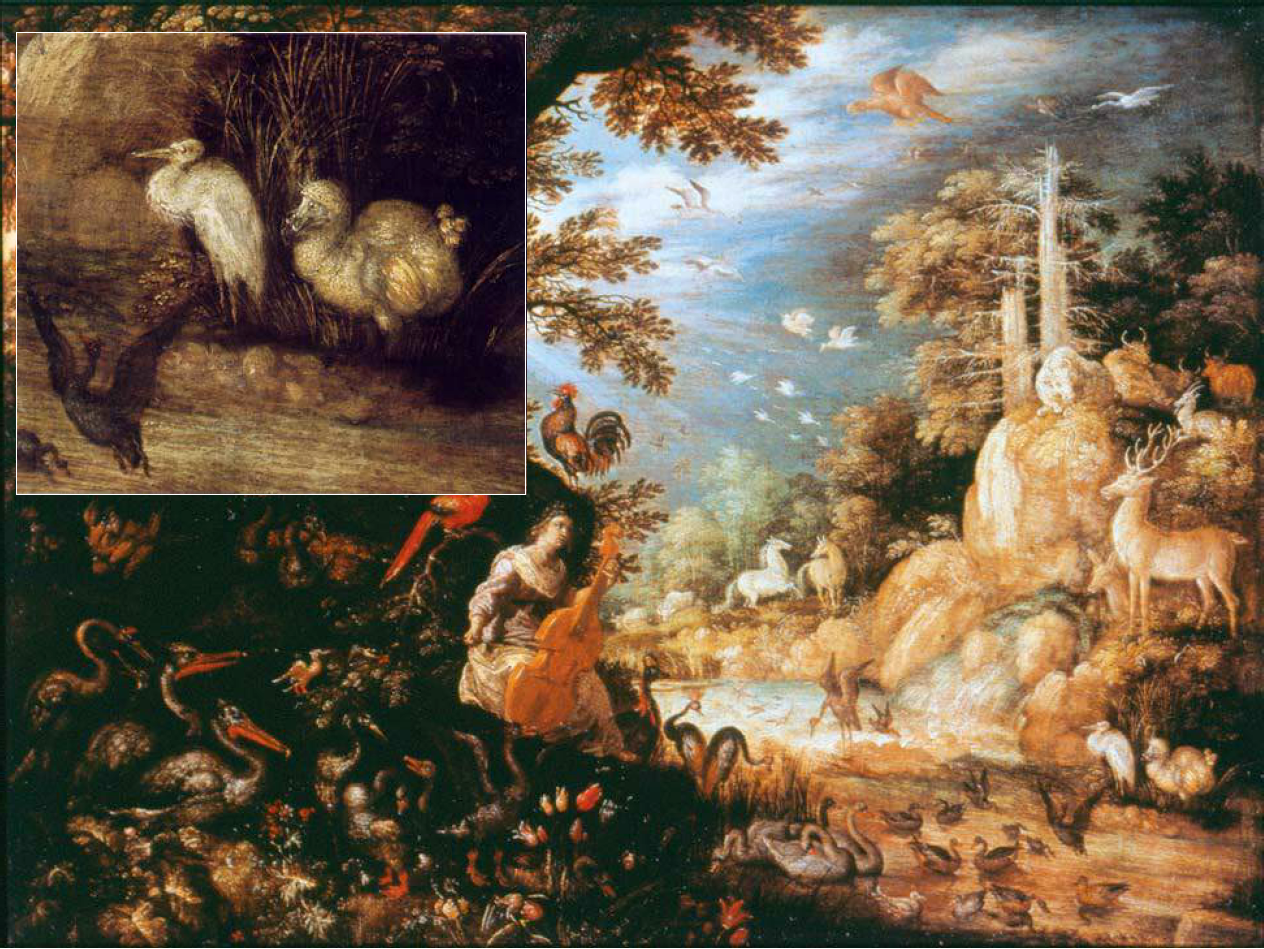
Картина Руланта Саверея с белым додо в нижнем углу, 1611 год

Мнимый «белый додо» с острова Реюньон (или реюньонский дронт-отшельник) в настоящее время считается ошибочной догадкой, которая основывалась на сообщениях современников о реюньонском ибисе и на ставших известными в XIX веке изображениях похожих на дронтов белых птиц, выполненных в XVII веке Питером Витосом и Питером Хольстейном. Путаница началась, когда голландский капитан Бонтэку, посетивший Реюньон около 1619 года, в своём журнале упомянул грузную, нелетающую птицу под названием dod-eersen, ничего не написав о её окраске. Когда в 1646 году этот судовой журнал был опубликован, его сопровождала копия эскиза Саверея из картинной галереи Крокер. Белая, плотная и нелетающая птица впервые была упомянута как часть реюньонской фауны старшим офицером Таттоном в 1625 году. Единичные упоминания впоследствии были сделаны французским путешественником Дюбуа и другими авторами-современниками.
В 1848 году барон Мишель-Эдмонд де Сели-Лонгшан дал этим птицам латинское название Raphus solitarius, поскольку он считал, что в тех сообщениях речь шла о новом виде дронтов. Когда натуралистами XIX века были обнаружены изображения белых додо, относящиеся к XVII веку, был сделан вывод, что на них запечатлён именно этот вид. Антон Корнелий Аудеманс предположил, что причина несоответствия между рисунками и старыми описаниями кроется в половом диморфизме (на картинах якобы были изображены самки) . Некоторые авторы считали, что описанные птицы относились к виду, похожему на родригесского дронта-отшельника, так как он упоминался под тем же названием (отшельник). Доходило до гипотез, что на острове Реюньон обитали белые особи как додо, так и дронта-отшельника.

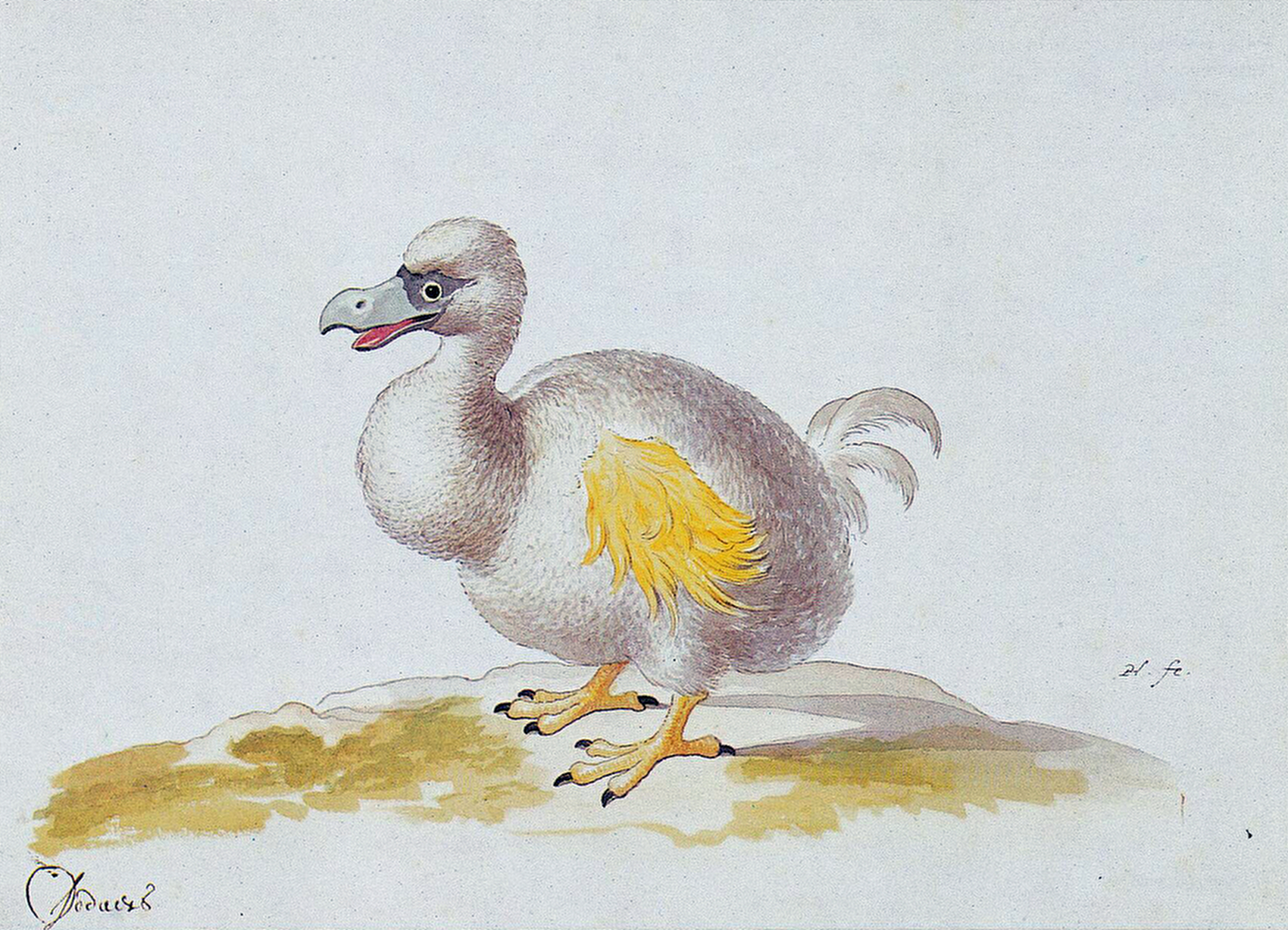
Белый додо. Рисунок Питера Хольстейна. Середина XVII века

Картина Питера Витоса, обнаруженная первой, вероятно берёт начало от более ранней картины Питера Хольстейна, у которой было три известные версии. Согласно версии Хьюма, Чика и Валедора де Лосойа, все изображения белых дронтов основывались на картине Руланта Саверея 1611 года под названием «Пейзаж с Орфеем и животными», либо на её копиях. На ней изображена белёсая особь и натурой для художника вероятно послужило чучело, в то время находившееся в Праге; walghvogel, описываемый как «птица с грязно-белым оперением», упоминался в перечне экспонатов пражской коллекции императора Священной Римской империи Рудольфа II, при дворе которого тогда (1607—1611) работал Саверей. На всех более поздних картинах Саверея изображены сероватые птицы, возможно из-за того, что художник тогда видел другой экспонат. Чик и Хьюм полагают, что запечатлённый экспонат был белым по причине альбинизма, а Валледор де Лосойа, в свою очередь, предположил, что светлое оперение могло быть характерно для молодой особи либо стало результатом отбеливания старых экспонатов, либо являлось просто художественным вымыслом.
В 1987 году учёные описали костные останки вымершего в историческую эпоху вида ибиса, обитавшего на острове Реюньон и имевшего относительно короткий клюв. Он получил название Borbonibis latipes ещё до того, как была установлена связь с сообщениями о белом дронте. Чик навёл одного из авторов, Франсуа Муту́ на мысль, что останки могли принадлежать «реюньонскому дронту-отшельнику» и в 1995 году это предположение было опубликовано. Ибис был переопределён в род черношейных ибисов и на этот раз родовое название было скомбинировано с видовым эпитетом solitarius, взятым из более раннего имени Raphus solitarius. Другие представители этого рода также имеют бело-чёрную окраску и тонкие клювы, что соответствует старинным описаниям реюньонского дронта-отшельника. Никаких останков птиц, похожих на дронтов, на острове Реюньон обнаружено не было.

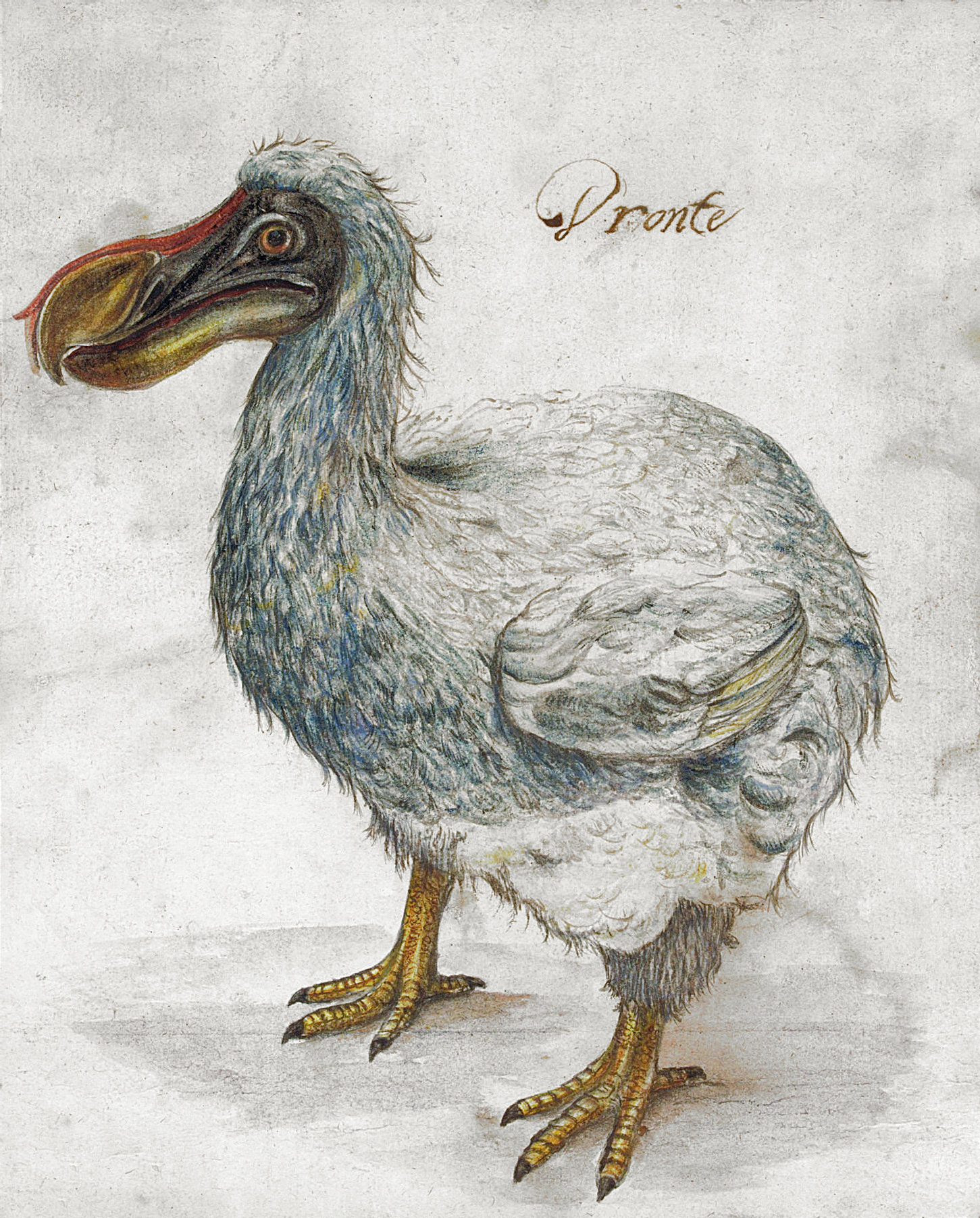
Иллюстрация XVII века, проданная на аукционе «Кристис»

В 2009 году неопубликованная ранее голландская иллюстрация додо бело-серой окраски, созданная в XVII веке, была выставлена на аукционе «Кристис». За неё планировалось выручить 6000 £, а в итоге она ушла за 44 450 £. Была ли эта иллюстрация срисована с чучела или с более ранних изображений, осталось неизвестным.

## Культурное значение

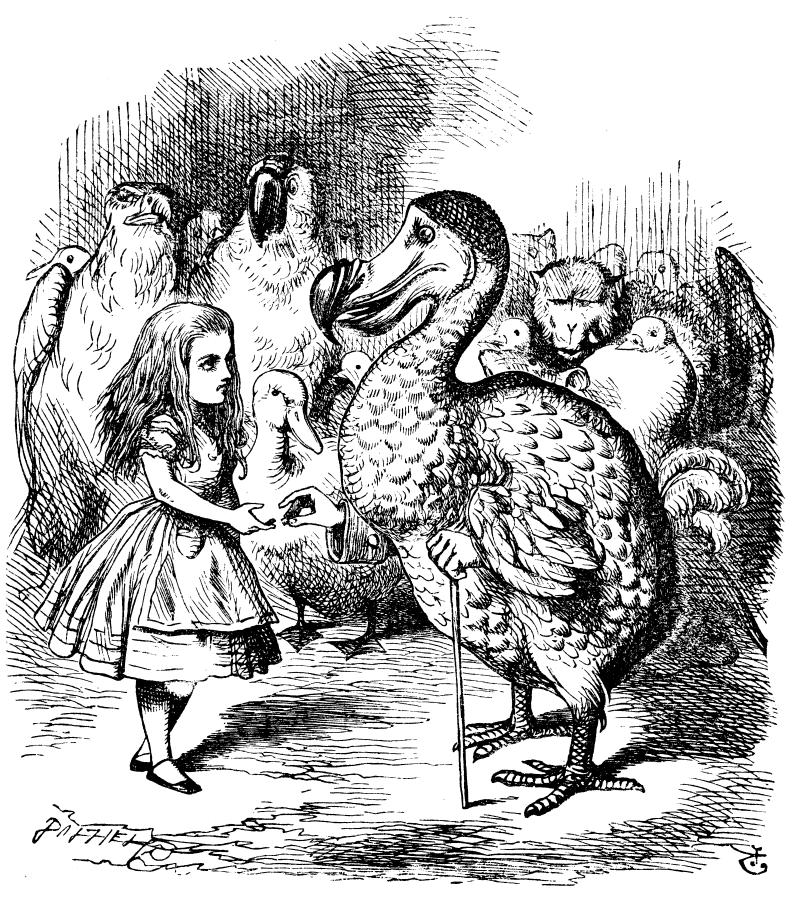
Алиса и Додо. Иллюстрация Дж. Тенниела к сказке Льюиса Кэрролла «Алиса в Стране чудес»

Необычный облик додо и его значимость как одного из самых известных вымерших животных неоднократно привлекали писателей и деятелей массовой культуры. Так, в английский язык вошло выражение «dead as a Dodo» («мёртв, как дронт»), которое применяется для обозначения чего-то устаревшего, а также слово dodoism (нечто крайне консервативное и реакционное). Аналогичным образом фразеологизм «to go the way of the Dodo» («уйти по пути дронта») имеет следующие значения: «умереть» или «устареть», «выйти из общего использования или практики», либо «стать частью прошлого». В 1865 году, тогда же, когда Джордж Кларк начал публиковать сообщения о раскопках останков додо, птица, чья подлинность была только что доказана, появилась в качестве персонажа в сказке Льюиса Кэрролла «Алиса в Стране чудес». Считается, что автор вставил Додо в книгу, отождествляя себя с ним и взяв это имя как личный псевдоним по причине заикания, из-за которого он свою настоящую фамилию непроизвольно произносил как «До-До-Доджсон» . Популярность книги сделала додо широко известным символом вымирания.

Герб Маврикия

В наши дни додо используется в качестве эмблемы на многих видах изделий, особенно на Маврикии. Дронт представлен на гербе этой страны в качестве щитодержателя. Кроме того, изображение его головы проявляется на водяных знаках банкнот маврикийской рупии всех достоинств.
Для привлечения внимания к защите исчезающих видов изображение додо используют многие природоохранные организации, такие как Фонд охраны дикой природы имени Даррелла и Парк дикой природы имени Даррелла.
Описанные недавно новые для науки паук Nephilengys dodo (описан в 2011 году) и муравей Pheidole dodo (2013 год), обитающие в тех же лесах, что когда-то и додо, были названы в честь этой птицы. Это было сделано с целью обратить внимание на необходимость принятия мер к охране эндемичной биоты Маврикия. В память додо учёные также именуют некоторые генетические элементы, отмечая тем самым неспособность летать. Например, такое название получил ген дрозофилы в области хромосомы, ответственной за полёт. Кроме того, аналогично было названо дефектное семейство транспозонов у Phytophthora infestans, так как в нём содержатся мутации, исключающие у элемента возможность перескакивать на новое место в хромосоме.

### Додо в литературе
Помимо сказки Льюиса Кэрролла, додо упоминается или фигурирует в других произведениях художественной литературы:
- роман «Последний додо» (англ. The Last Dodo). Написан британской писательницей Жаклин Рэйнер по мотивам телесериала «Доктор Кто» и опубликован в апреле 2007 года[132];
- в серии романов Джаспера Ффорде, действие которых происходит в альтернативной реальности, у главной героини Четверг Нонетот есть домашний питомец — додо по кличке Пиквик, появившийся на свет благодаря достижениям генной инженерии[133];
- в двух сказках финской писательницы Туве Янссон — в повести «Мемуары папы Муми-тролля» и рассказе «Хемуль, который любил тишину» — эпизодически действует персонаж дронт Эдвард, который, впрочем, по описанию мало напоминает птицу[134].

### Додо в кино и на телевидении
- Покемон под номером 84 называется Додуо и представляет собой двуглавую нелетающую птицу.
- Дронт является одним из персонажей анимационного музыкального клипа на песню «Wake Up! Dodo» (2007) японской рок-группы The Pillows.
- Одним из основных персонажей мультфильма «Порки в Стране чудес» является дронт по имени Додо.
- Одним из повторяющихся персонажей мультсериала «Приключения мультяшек» является дронт по имени Гого Додо[англ.].
- Во вступительной заставке мультсериала «Финес и Ферб» появляется дронт, которого пытаются поймать главные герои.
- В эпизоде «Homer the Smithers» мультсериала «Симпсоны» мистер Бёрнс просит Гомера приготовить ему на завтрак яйцо додо[135].
- В эпизоде «The Main Man: Part II[англ.]» мультсериала «Супермен» инопланетный пират держит дронта в космическом зоопарке редких и исчезнувших видов как последнего представителя такого вида с Земли, но в финале Супермен вызволяет дронта и поселяет в Крепость Одиночества[136].
- В мультфильме «Ледниковый период» комически обыгрывается неизбежность вымирания дронтов: в одном из эпизодов действует целая их популяция, активно готовящаяся к выживанию в ледниковом периоде, но каждым своим действием приближающая собственную гибель.
- В мультфильме «Пираты! Банда неудачников» на плече капитана пиратов вместо традиционного попугая сидит небольшой дронт[137].
- В четвёртом эпизоде первого сезона телесериала «Портал юрского периода» через портал проникают дронты, заражённые доисторическим паразитом[138].

### Додо на почтовых марках

Додо на почтовой марке Маврикия (1954)

Изображение маврикийского дронта регулярно появляется на почтовых марках, большинство из которых было выпущено на Маврикии (первая из них увидела свет в 1954 году):
- Маврикий: 1954 (Scott 261), 1965 (Scott 287), 1968 (серия из трёх марок: Scott 322, 324, 326), 1968 (Scott 332), 1978 (Scott 464c), 1979 (Scott 485), 1992 (Scott 761), 1997 (Scott 844);
- Куба: 1974 (Scott 1914);
- Лаос: 1994 (Scott 1156);
- Микронезия: 1999 (Scott 347h).

### Рекомендуемая литература
- Бобровская Н. Е. Жил-был дронт, или Книга о птице, которой больше нет. — М.: Гос. Дарвин. музей: Радис РРЛ, 2003. — 63 с. — ISBN 5-902515-01-7.
- Красильников В. А. Печальная история додо // «Биология» (Первое сентября). — 2001. — № 47. — С. 1,6,7.